# Citroën 2CV
O Citroën 2CV (Deux Chevaux - Dois Cavalos, em francês) é um automóvel de baixo custo da montadora Citroën. Produzido entre 1948 e 1990, foi um dos modelos mais populares da marca, alcançando a incrível marca de 5 114 969 unidades produzidas, sendo 3 868 634 unidades da versão sedã e 1 246 335 da caminhonete.
A sigla CV que faz parte da denominação desse modelo vem de "cheval fiscal" ou potência fiscal, uma unidade usada para taxar o veículo. Apesar de estar relacionada, entre outros fatores, à potência do motor, a sigla CV nesse caso, não expressa a potência real do motor.

## História
A criação do 2CV deve-se ao engenheiro francês Pierre Jules Boulanger, que começou o desenvolvimento do TPV (acrônimo em francês de Toute Petite Voiture, em português Veículo muito pequeno), e foi presidente da Citroën até o final de 1934, quando a família Michelin tomou o controle da empresa.
Os criadores (que tinham trabalhado na criação do Traction Avant), sob a direção de André Lefèbvre e do italiano Flaminio Bertoni, responsável pelo desenho da carroceria, puseram mãos à obra no projeto TPV (Toute Petite Voiture) para desenvolver aquele "guarda-chuva com 4 rodas", forma irônica com a que se “batizaram” os primeiros 2CV. É de destacar o trabalho do engenheiro Alphonse Forceau, designer da suspensão que constitui uma parte essencial na filosofia do "dois cavalos".
Em 1939 fabricaram-se 250 protótipos (naquele tempo ainda refrigerados a água) do TPV.
Durante a ocupação alemã da França na Segunda Guerra Mundial decidiu-se manter o projeto em segredo. Além disto, todos os galpões de produção desde o início da guerra foram destinados para a construção de carros de combate da marca Renault. Qualquer tentativa de continuar a produção de protótipos seria impossível, e mais, considerando o perigo de que os alemães utilizassem o projeto para seus próprios fins. Alguns protótipos foram escondidos, mas em sua maioria foram destruídos. Em 1994 três protótipos do TPV daquela época foram redescobertos num celeiro na França. Até  2004 tinham sido encontrados um total de cinco protótipos do TPV.
Em 8 de outubro de 1948 no Paris Motor Show mostrou-se finalmente pela primeira vez a versão do TPV tal como se conhece hoje em dia, com um motor bicilíndrico refrigerado a ar de 375 c.c. e uma potência de 9 CV. Já em seu primeiro aparecimento público, o automóvel causou ao mesmo tempo admiração e riso. Segundo parece, um jornalista estadounidense, ao ver pela primeira vez o Citroën 2CV, perguntou: "E onde está o abridor de latas?".
Os últimos modelos do 2CV foram produzidos em Mangualde, Portugal, no dia 27 de julho de 1990.

## Na mídia
O modelo era utilizado pelo pai da personagem de histórias em quadrinhos argentina Mafalda como carro familiar comprado a duras prestações/penas.
O 2CV teve também um lugar de destaque nas famosas Aventuras de Tintim de Hergé no livro O Caso Girassol ao ser conduzido pelos detectives Dupond e Dupont. O mais carismático a acarinhado modelo da Citroën de todos os tempos fez ainda parte de uma edição especial dos chocolates da Côte d'Or que juntava as personagens das Aventuras de Tintim a vários modelos da Citroën.
No filme Madeline, a freira Senhorita Clavel dirige um Citroën 2CV, e inclusive é com este automóvel que ela, no clímax do filme, enfrenta os vilões sobre uma ponte numa espécie de jogo da galinha entre veículos.
Na série de filmes “A Pantera Cor-de-rosa”, o inspetor Clouseau (personagem principal), interpretado por Peter Sellers, possui um Citroën 2CV modificado, apelidado de “Silver Hornet”. O veículo aparece no filme “A Vingança da Pantera Cor-de-rosa”, de 1978.

## Galeria

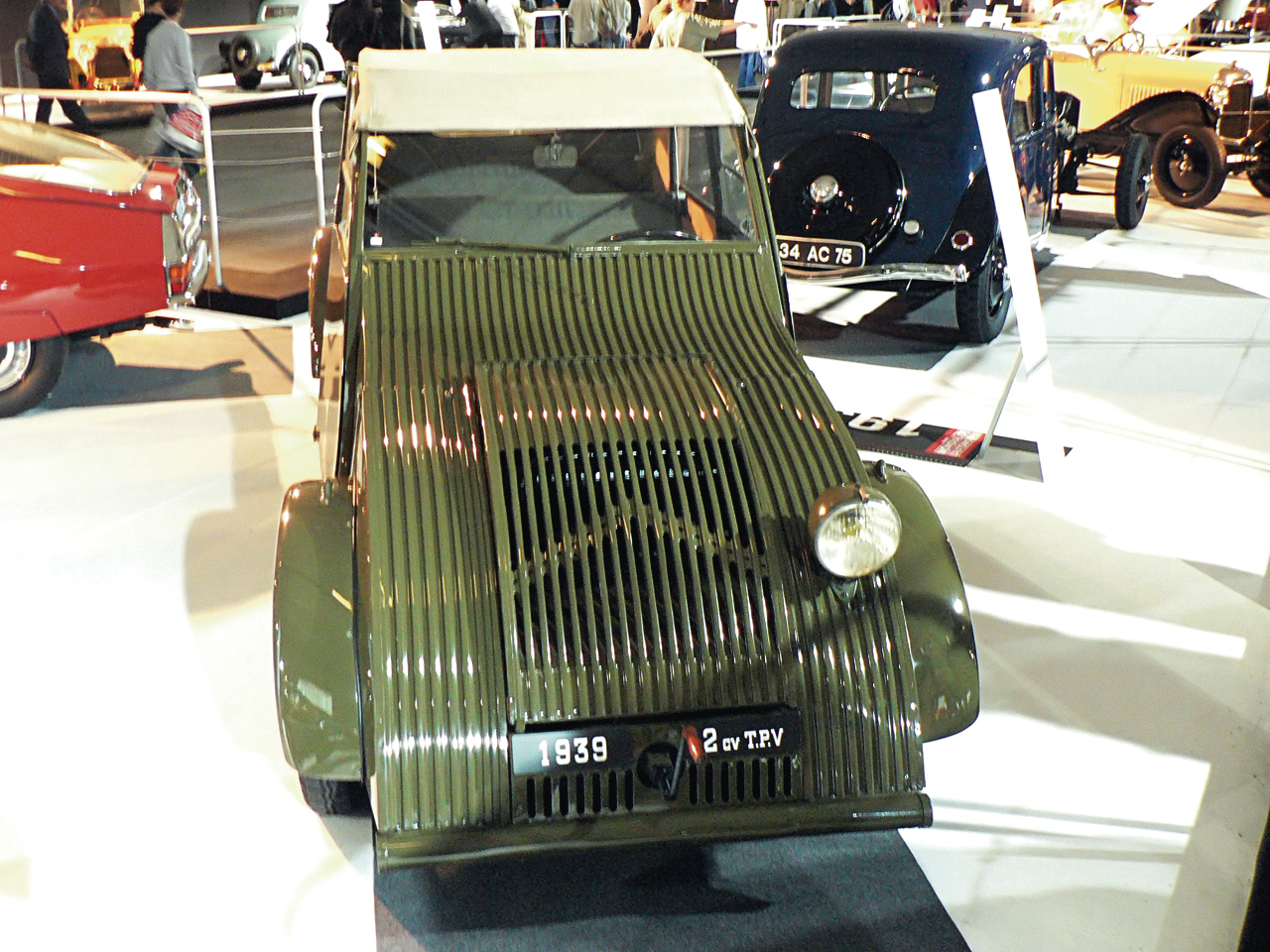
TPV prototype - pre-war
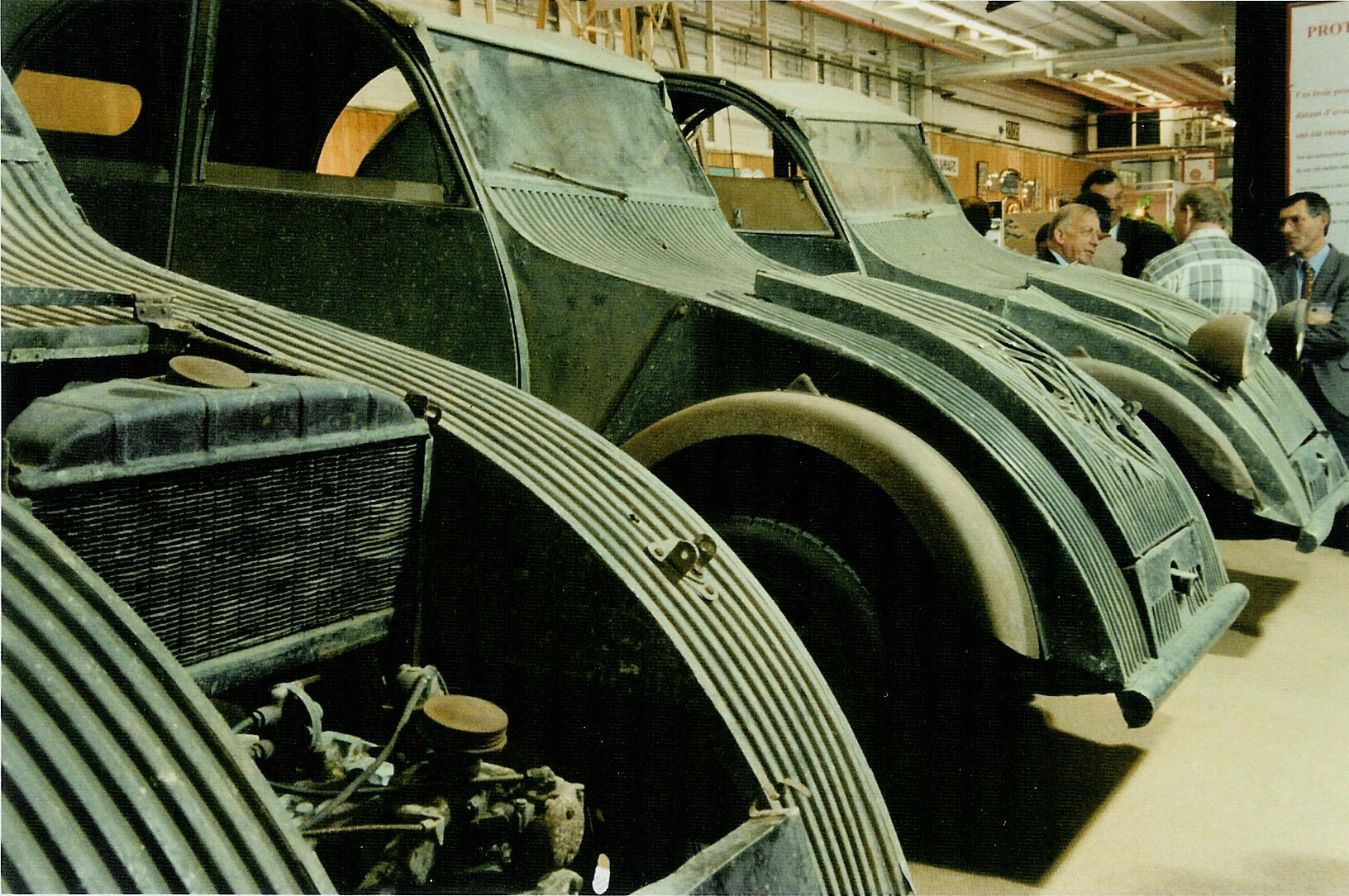
TPV prototypes - showing a water-cooled engine
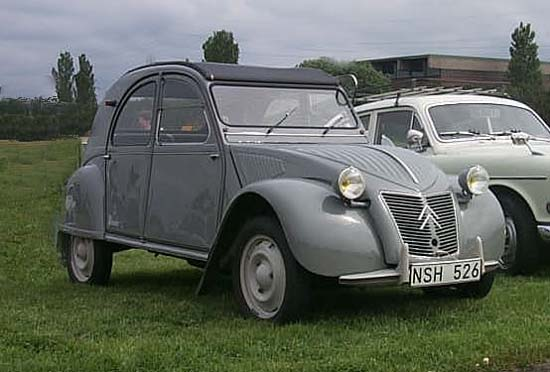
2CV First generation "Ripple bonnet" from 1949 to 1960
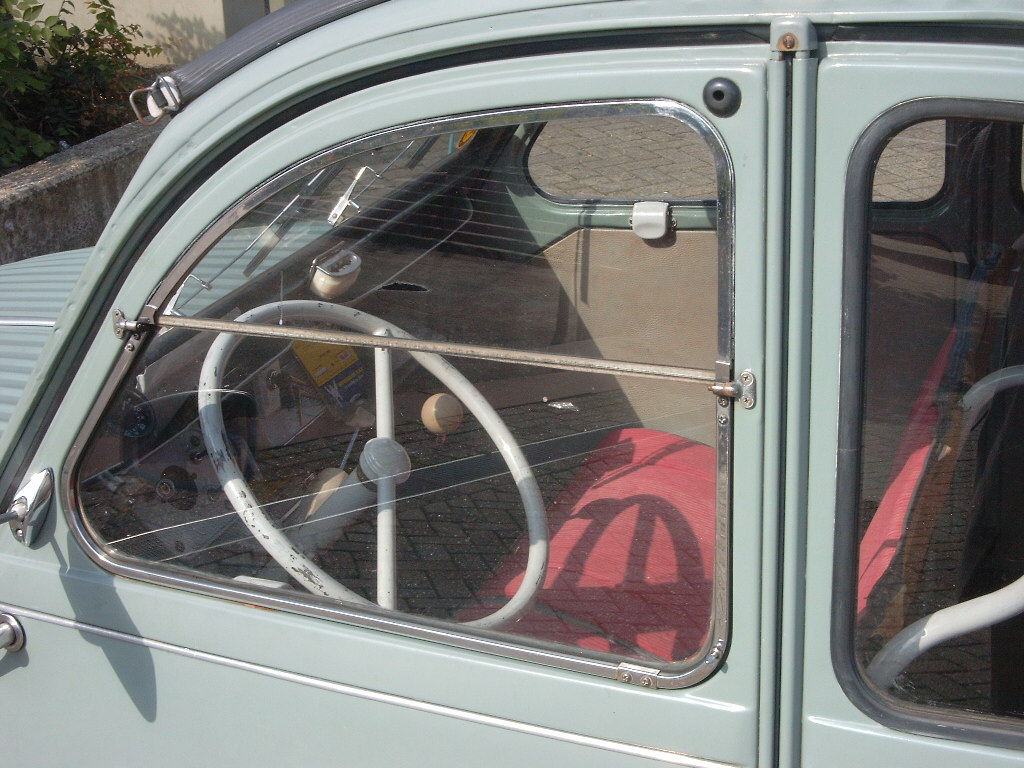
2CV AZ 1950s interior - front
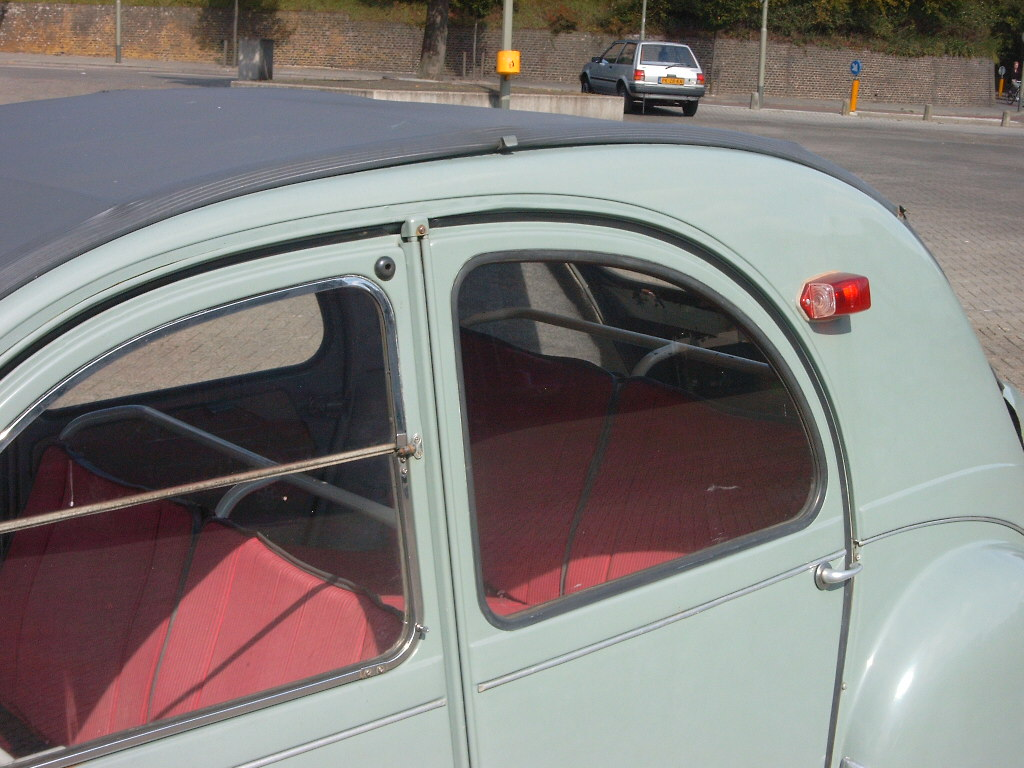
2CV AZ 1950s interior - rear
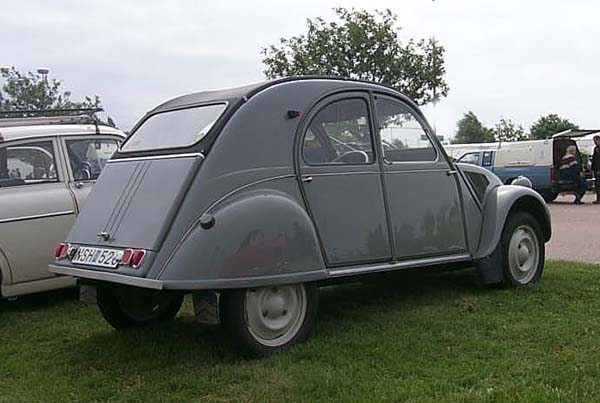
2CV AZA 1960s rear
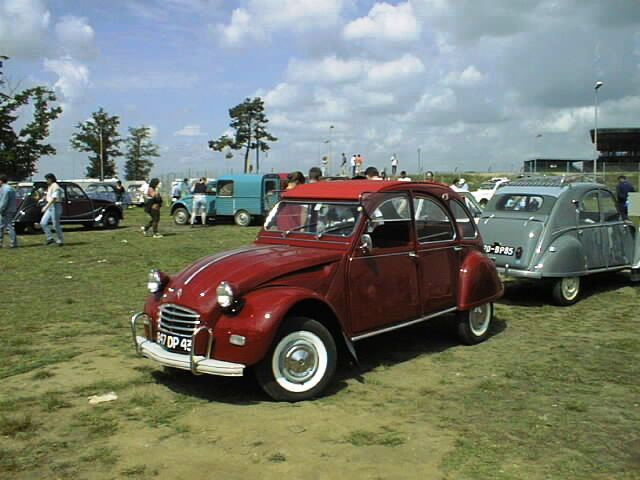
2CV AZ Export 1960-on bonnet
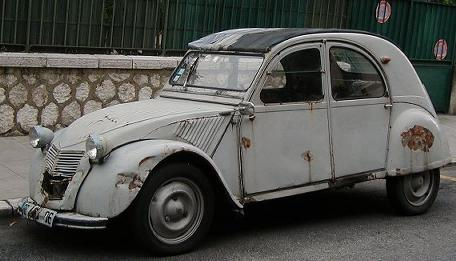
2CV AZ 1960 unrestored, daily used
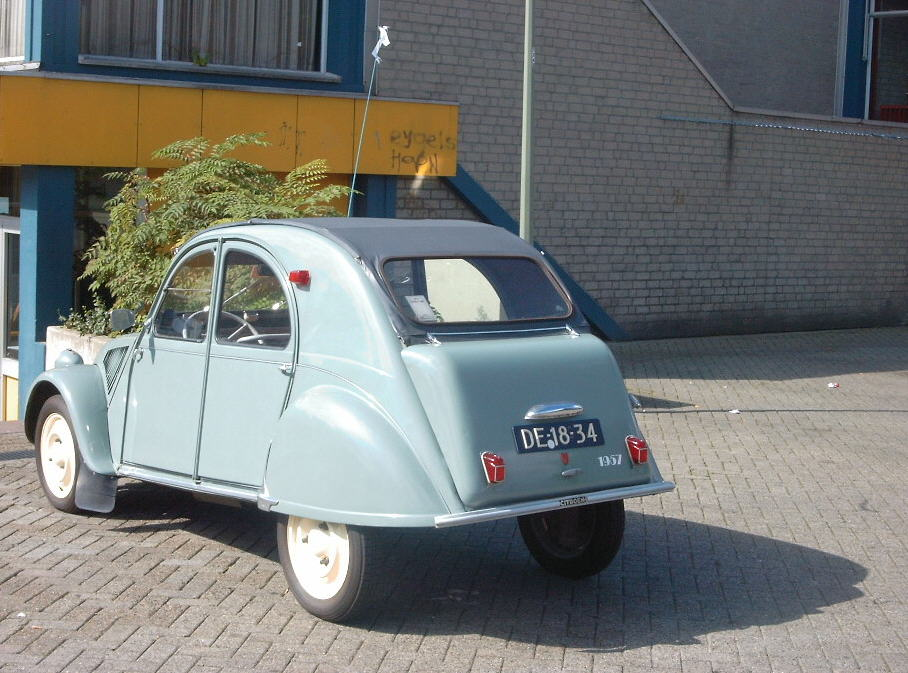
2CV AZ boot extension
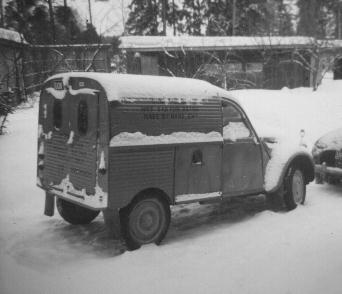
2CV AU "furgoneta"
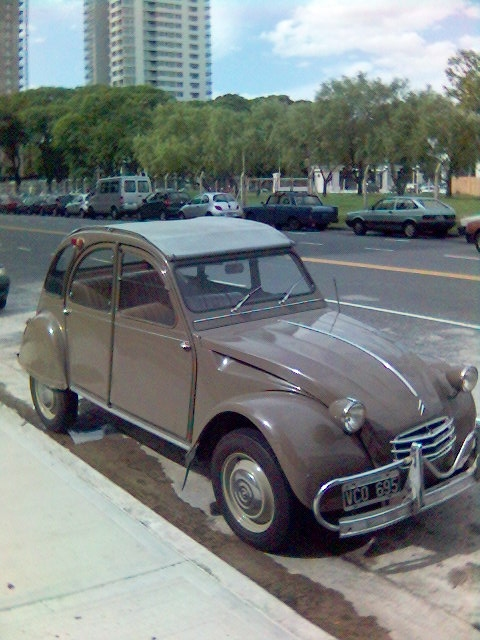
2CV Export Argentina, front suicide doors, oversized protective bumpers, Buenos Aires
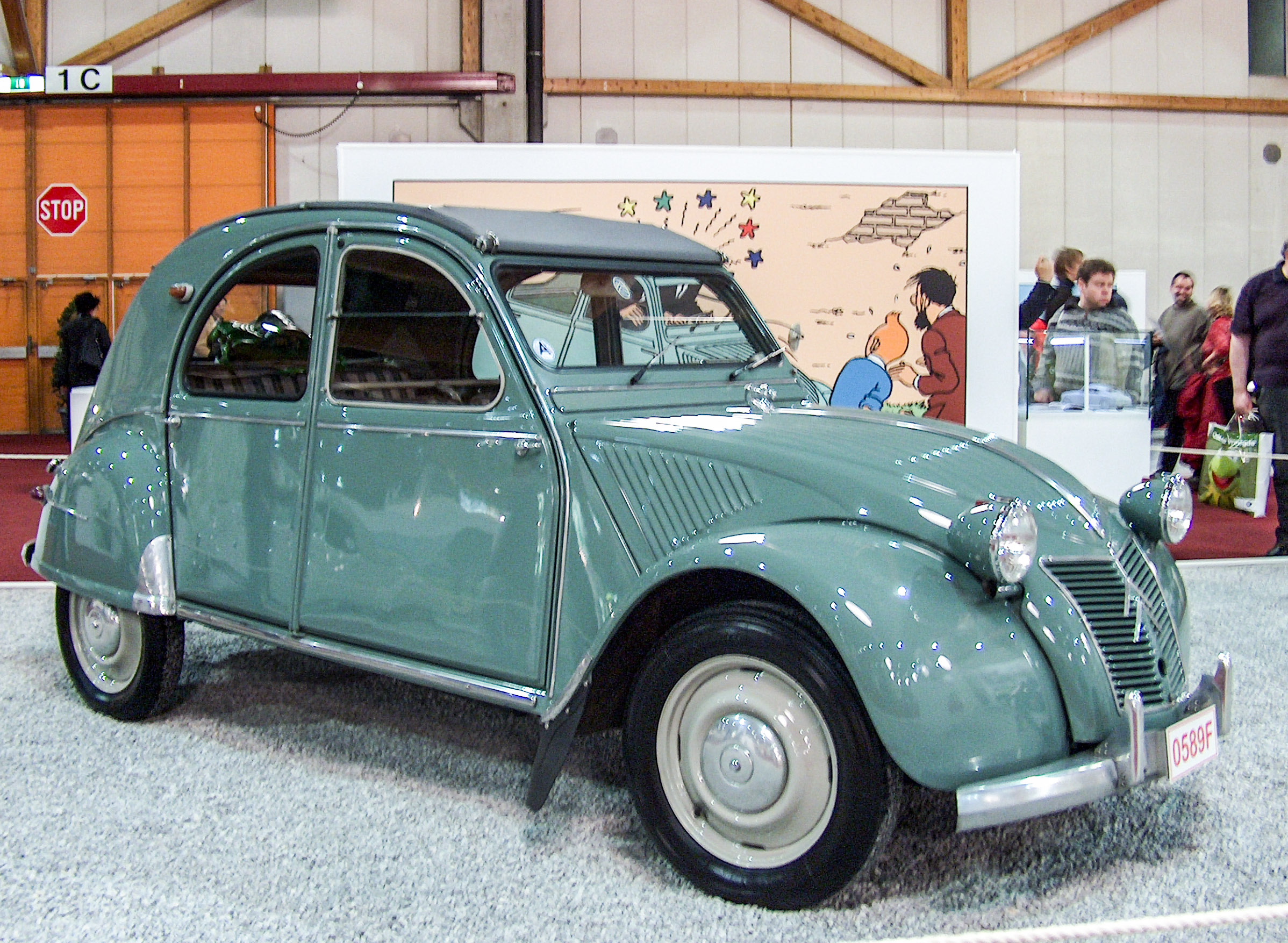
Belgian-built Citroën 2CV AZ-Luxe
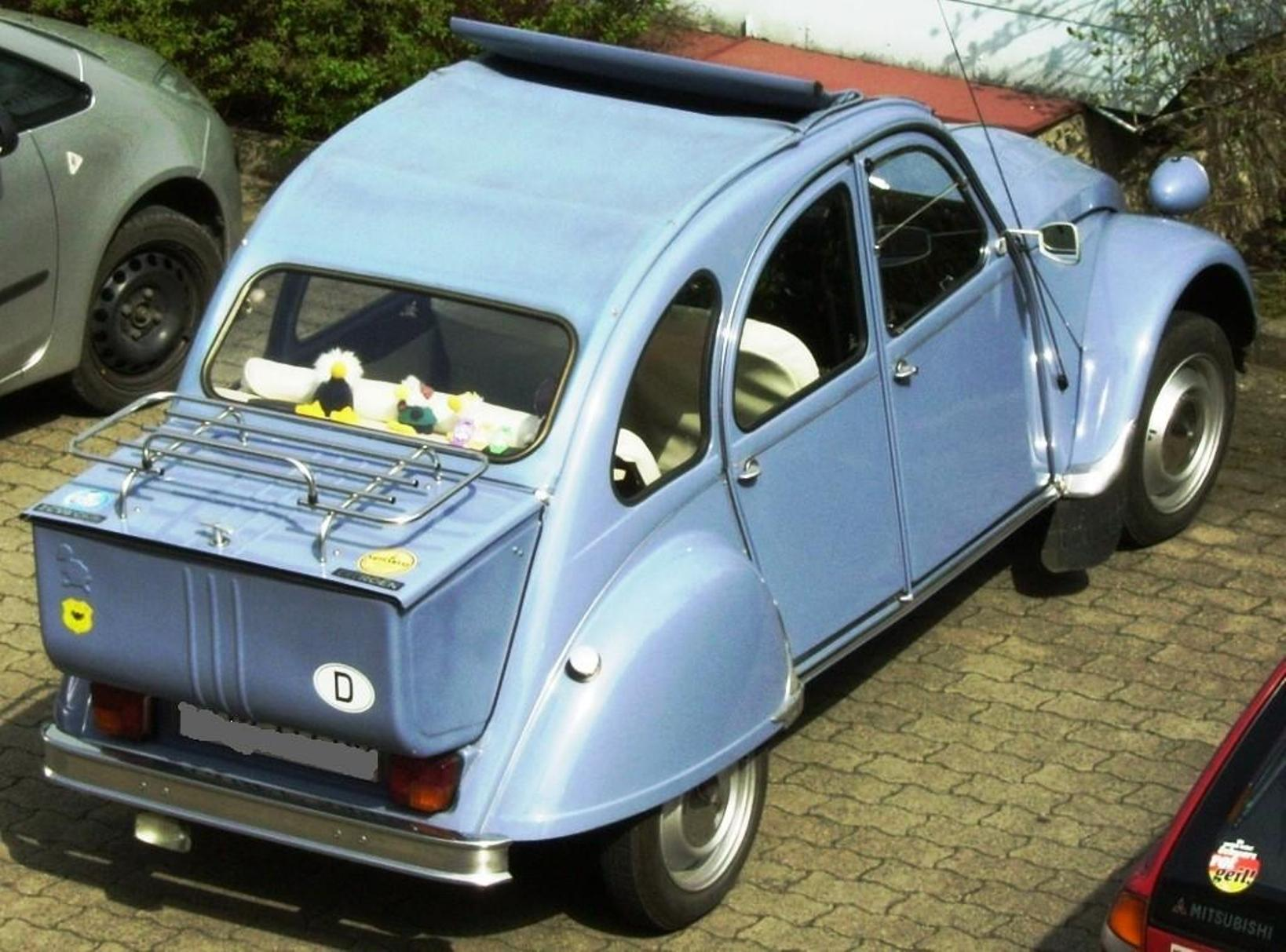
2CV 6 boot extension
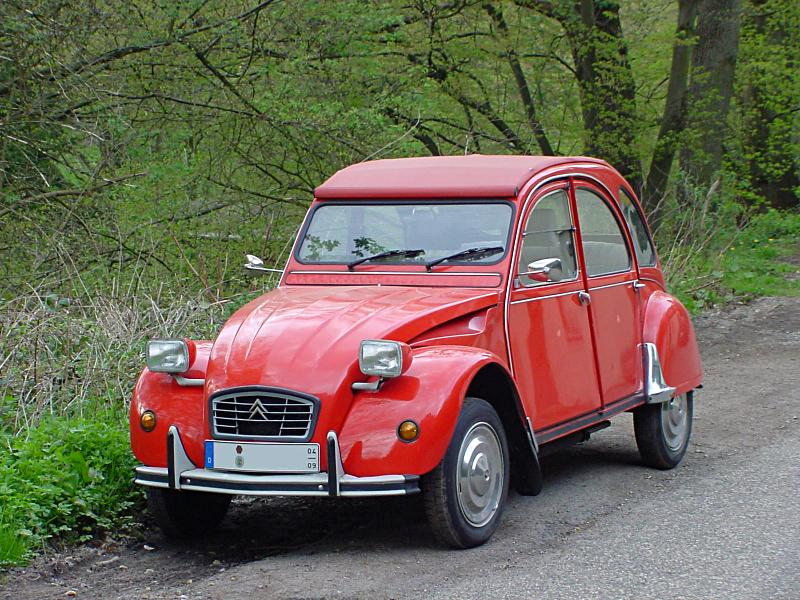
2CV 6 1970s with rectangular headlights
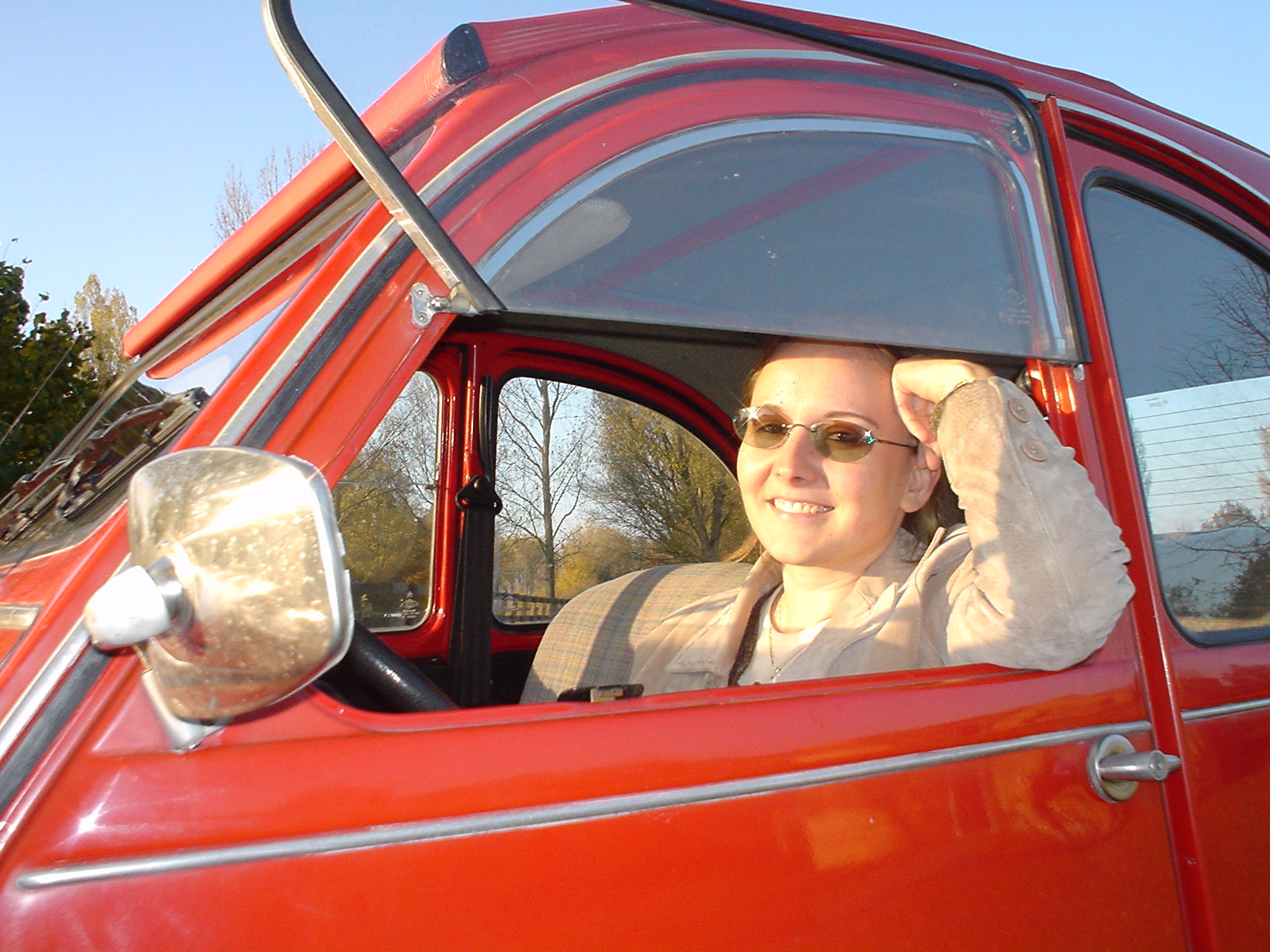
2CV's flap-up windows
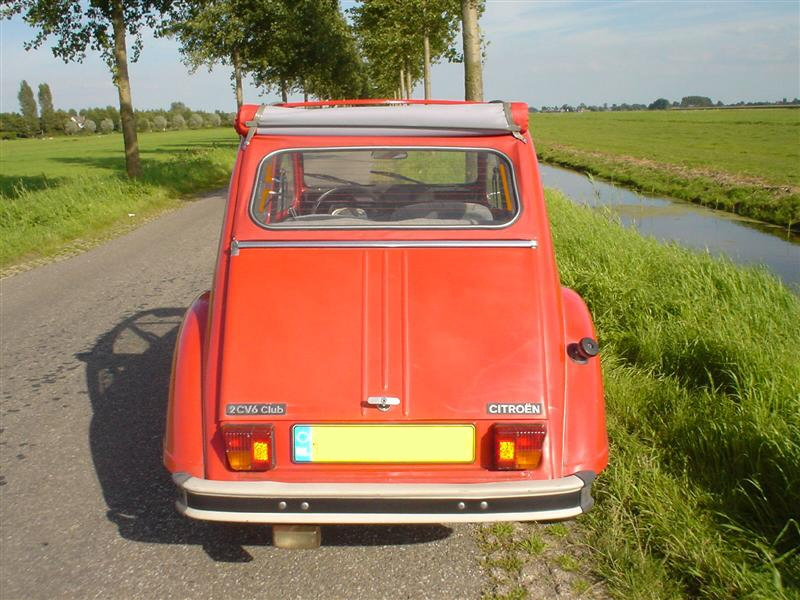
2CV 6 Club, back, roof rolled open
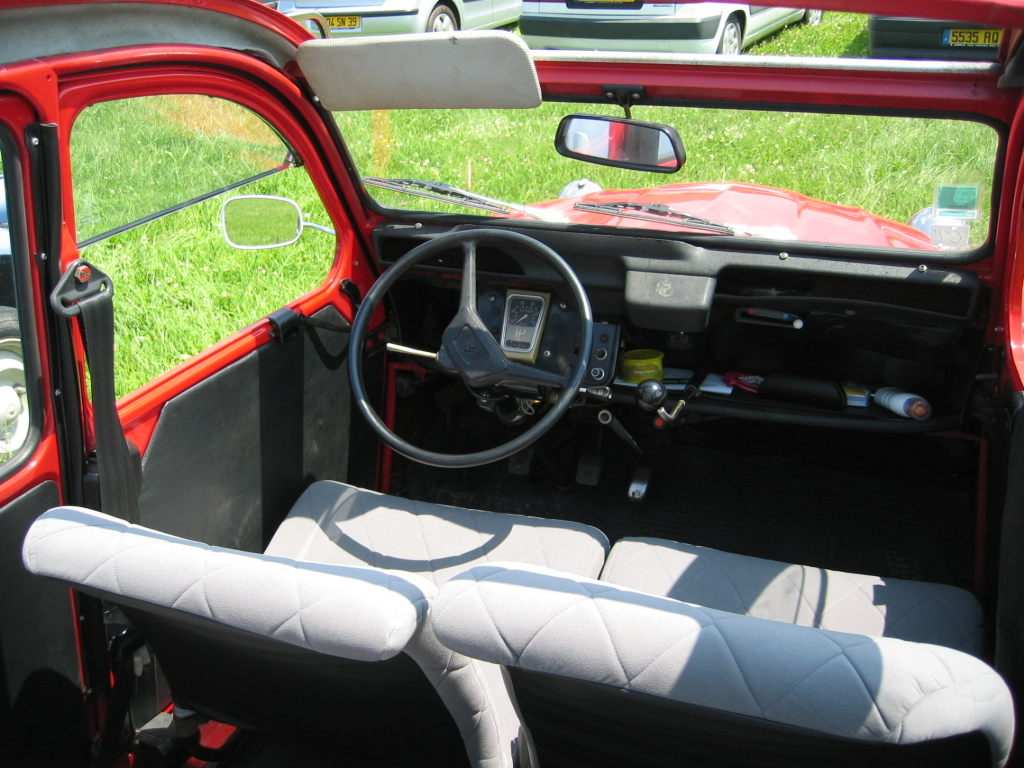
2CV 6 Special 1980s, interior
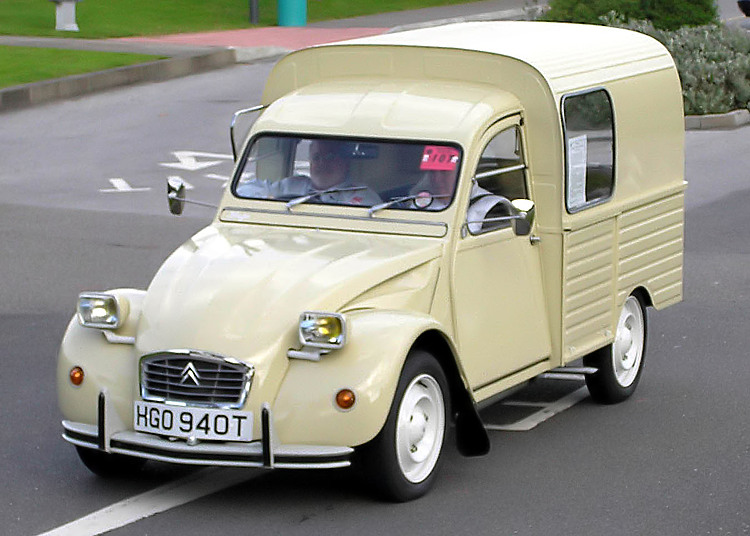
2CV AK400 "furgoneta" 1978

Limited series
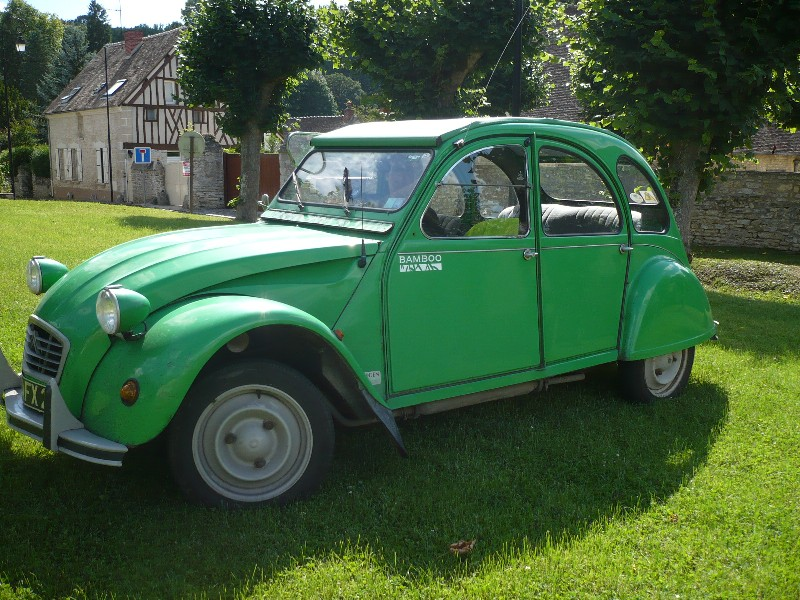
2CV Bamboo
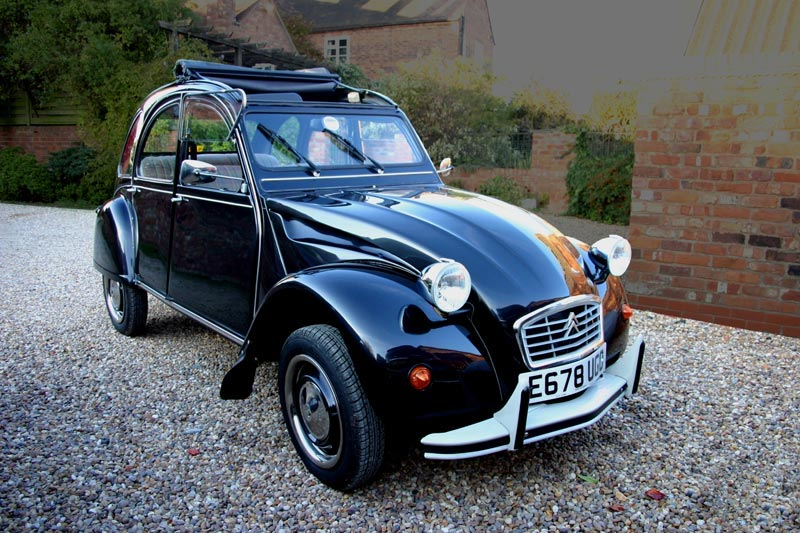
2CV Bamboo repainted black by Frome
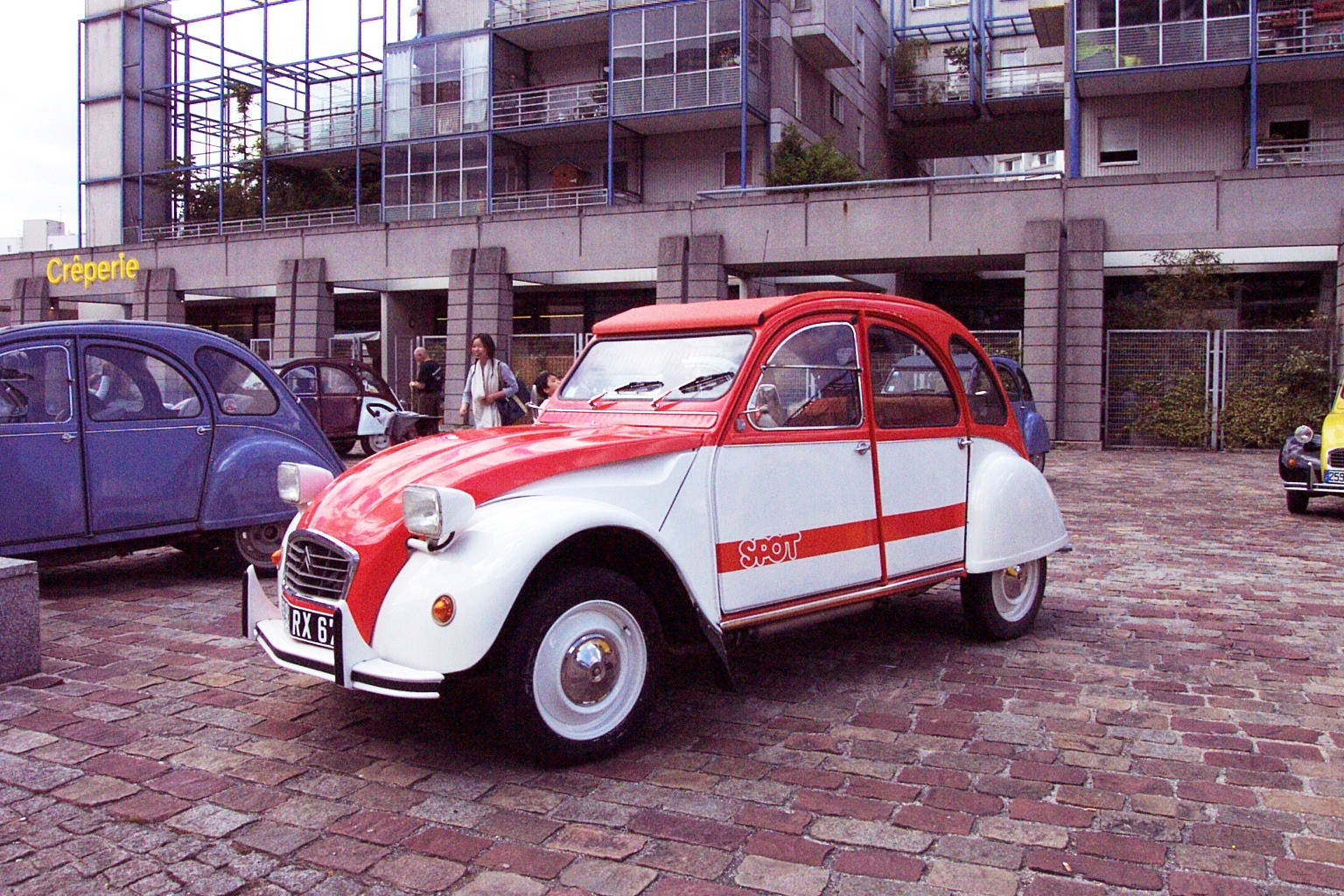
2CV SPOT
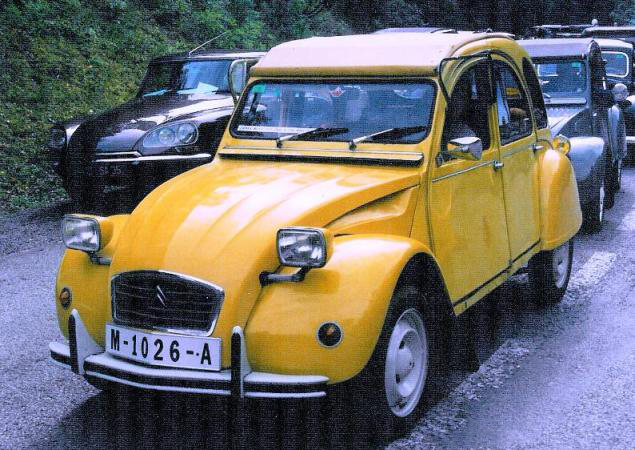
2CV 007
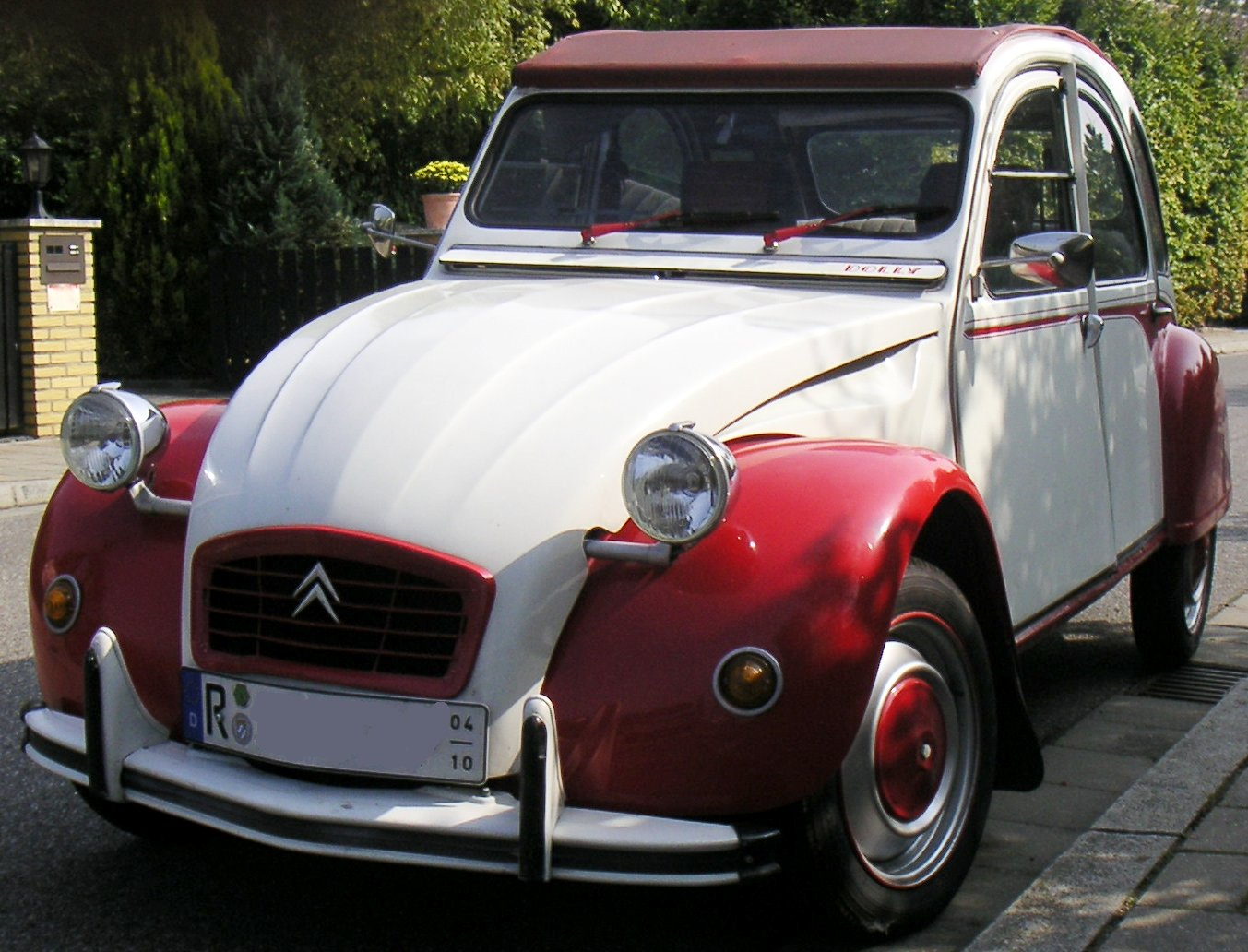
2CV Dolly
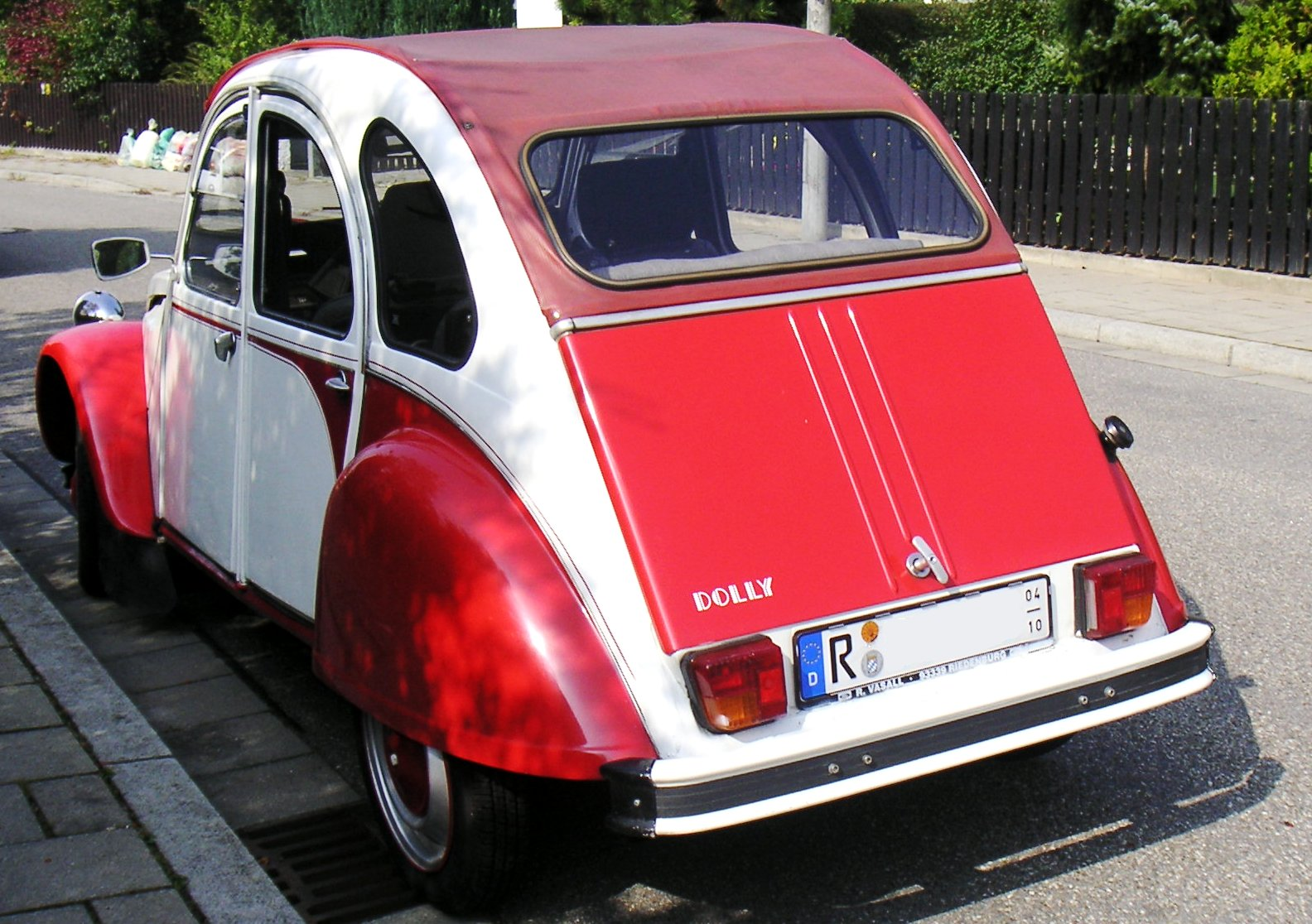
2CV Dolly from behind
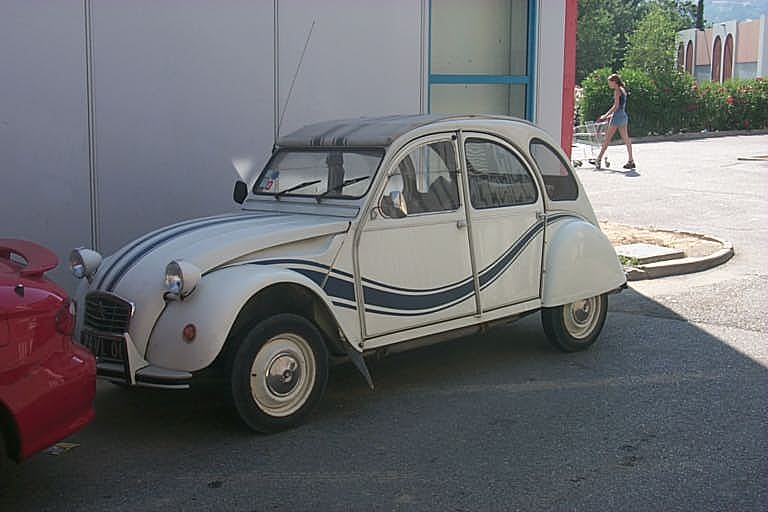
2CV France3
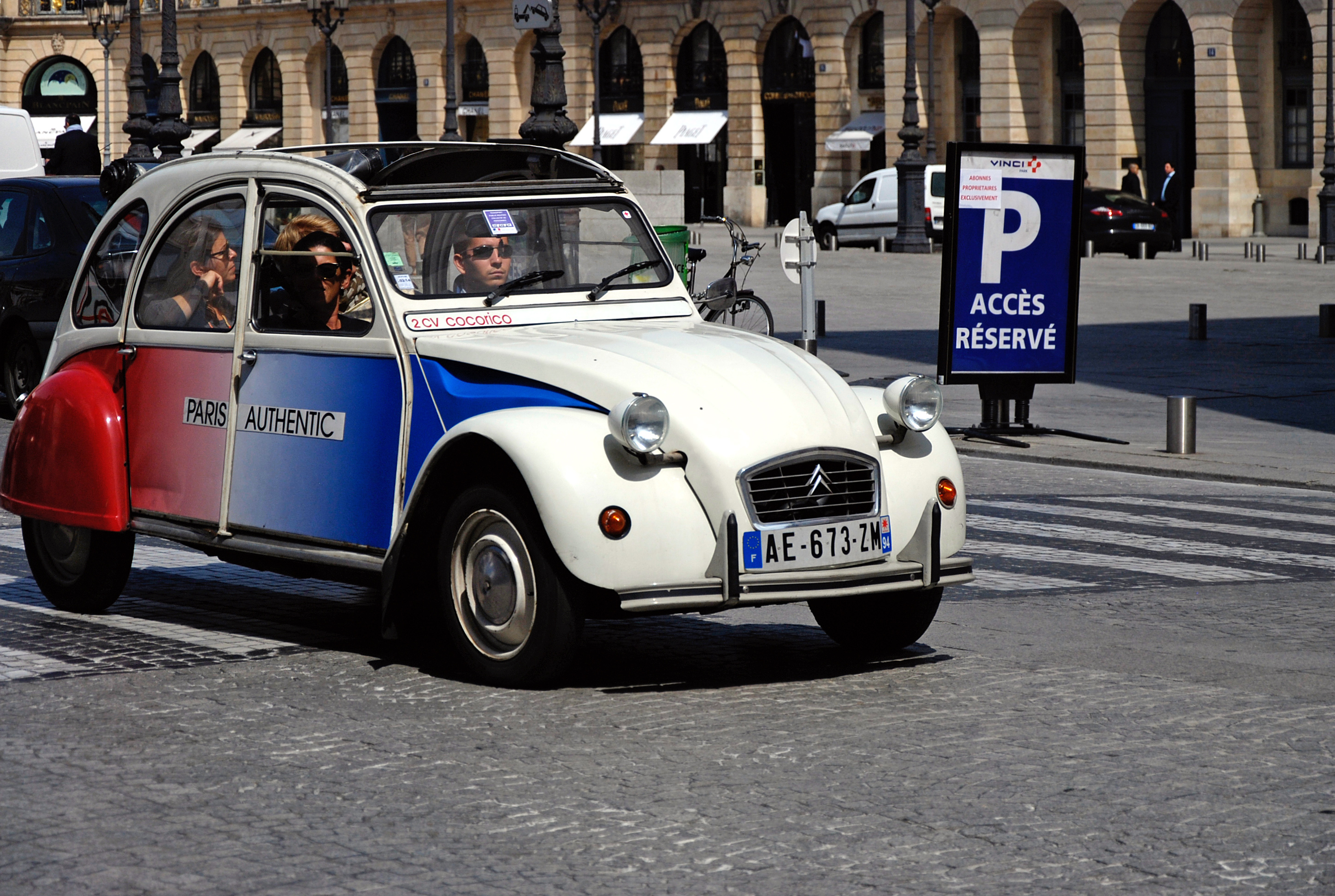
2CV Cocorico
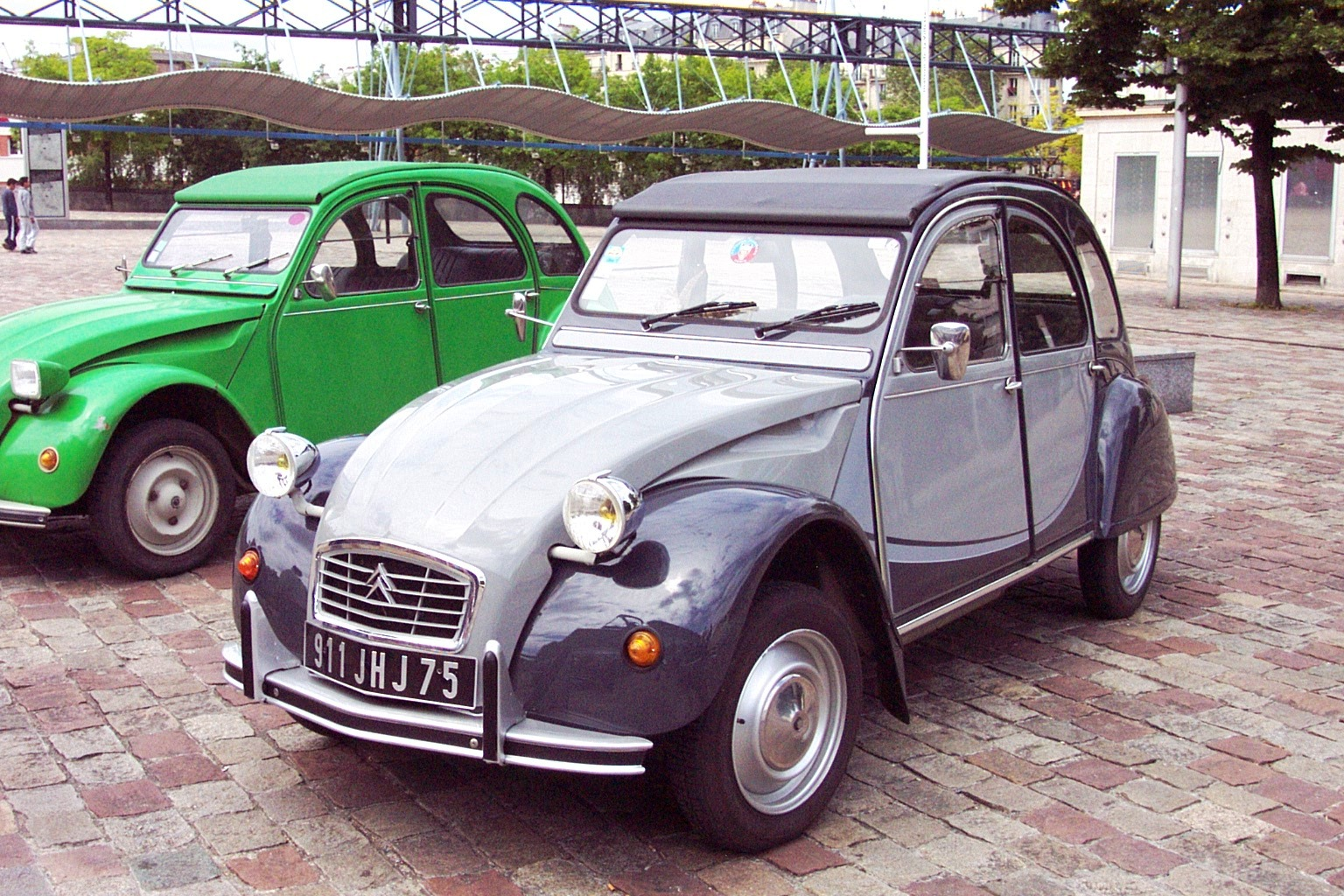
2CV  Charleston (Gris Cormoran / Nocturne)
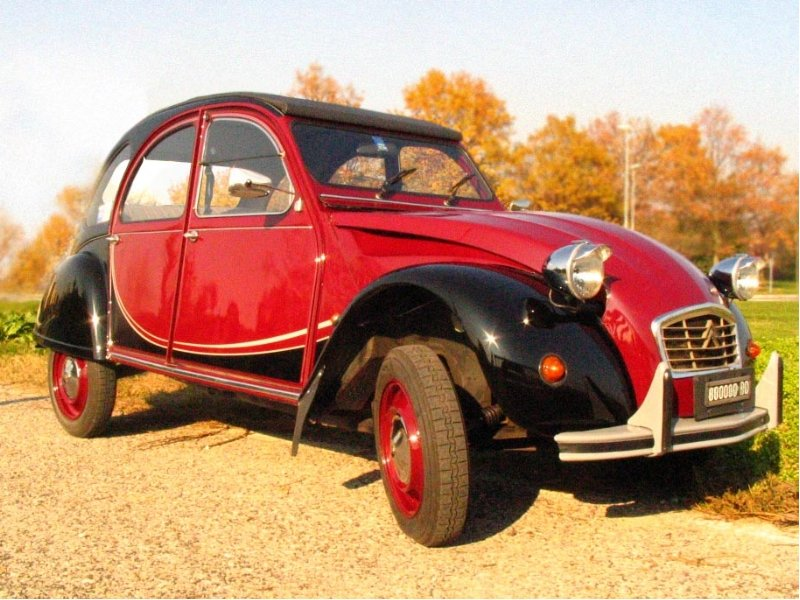
2CV Charleston (Rouge Delage / Noir)
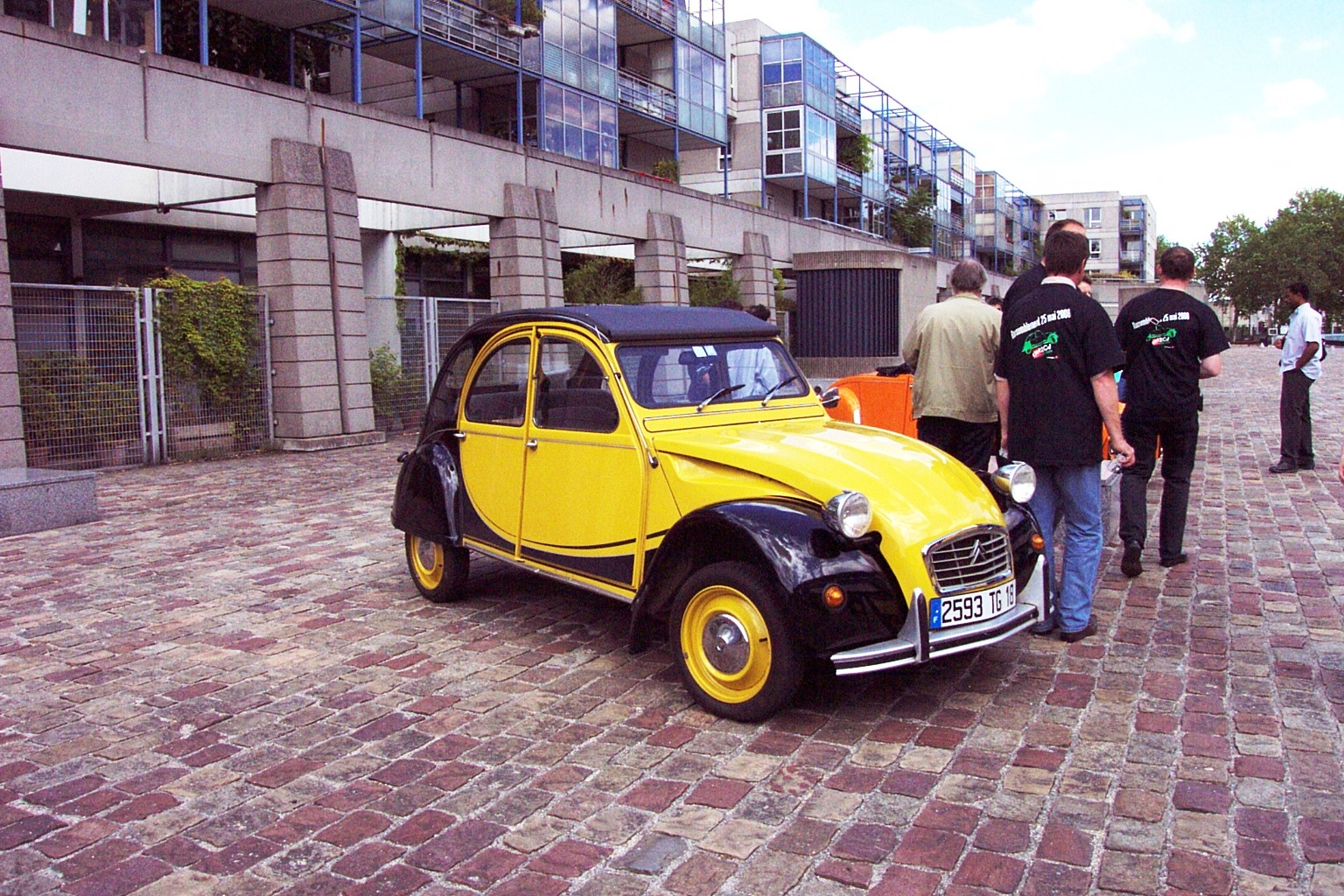
2CV Charleston (Jaune Helios / Noir)
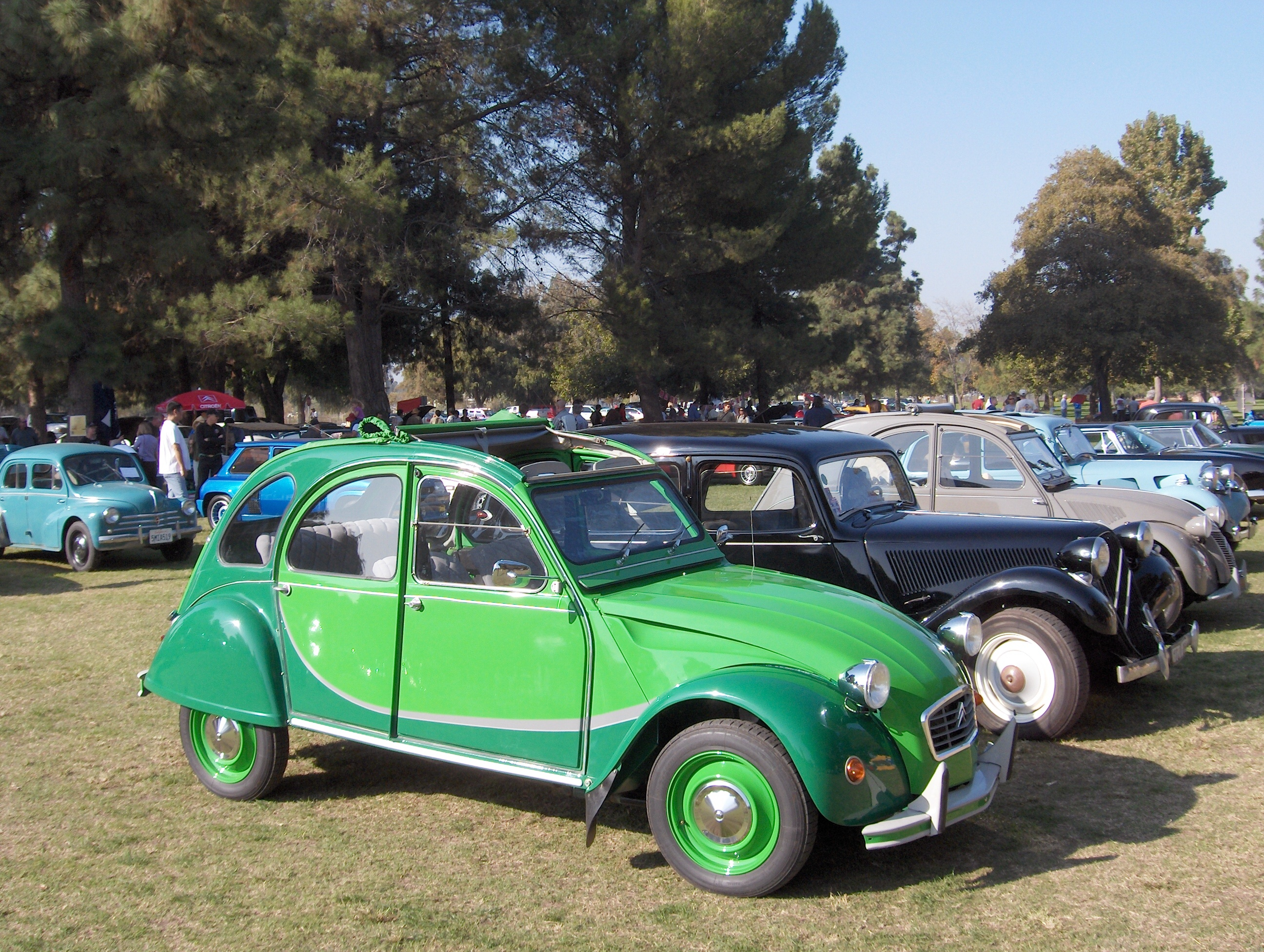
2CV DIY Charleston style
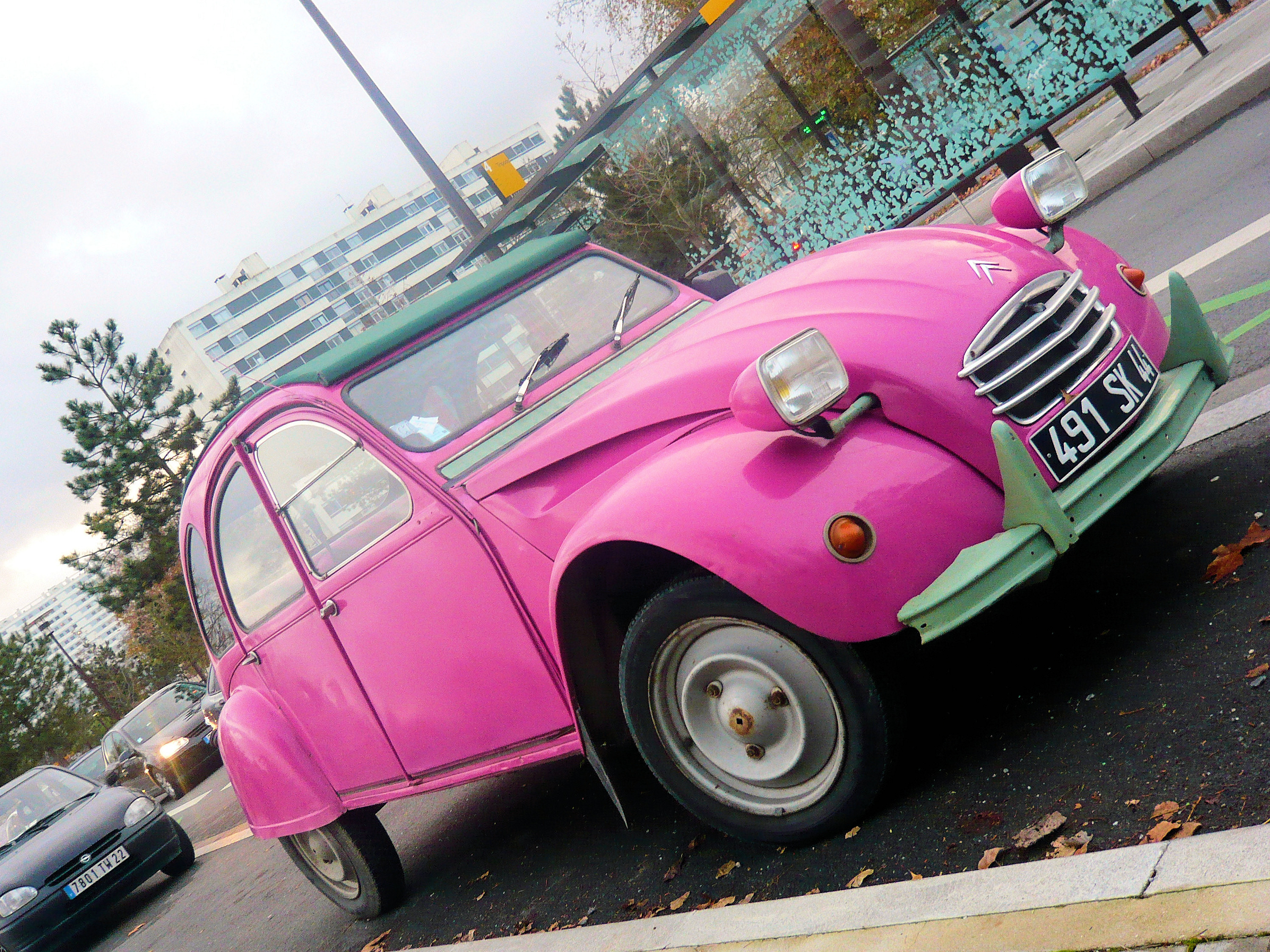
2CV pink DIY

Algumas variantes
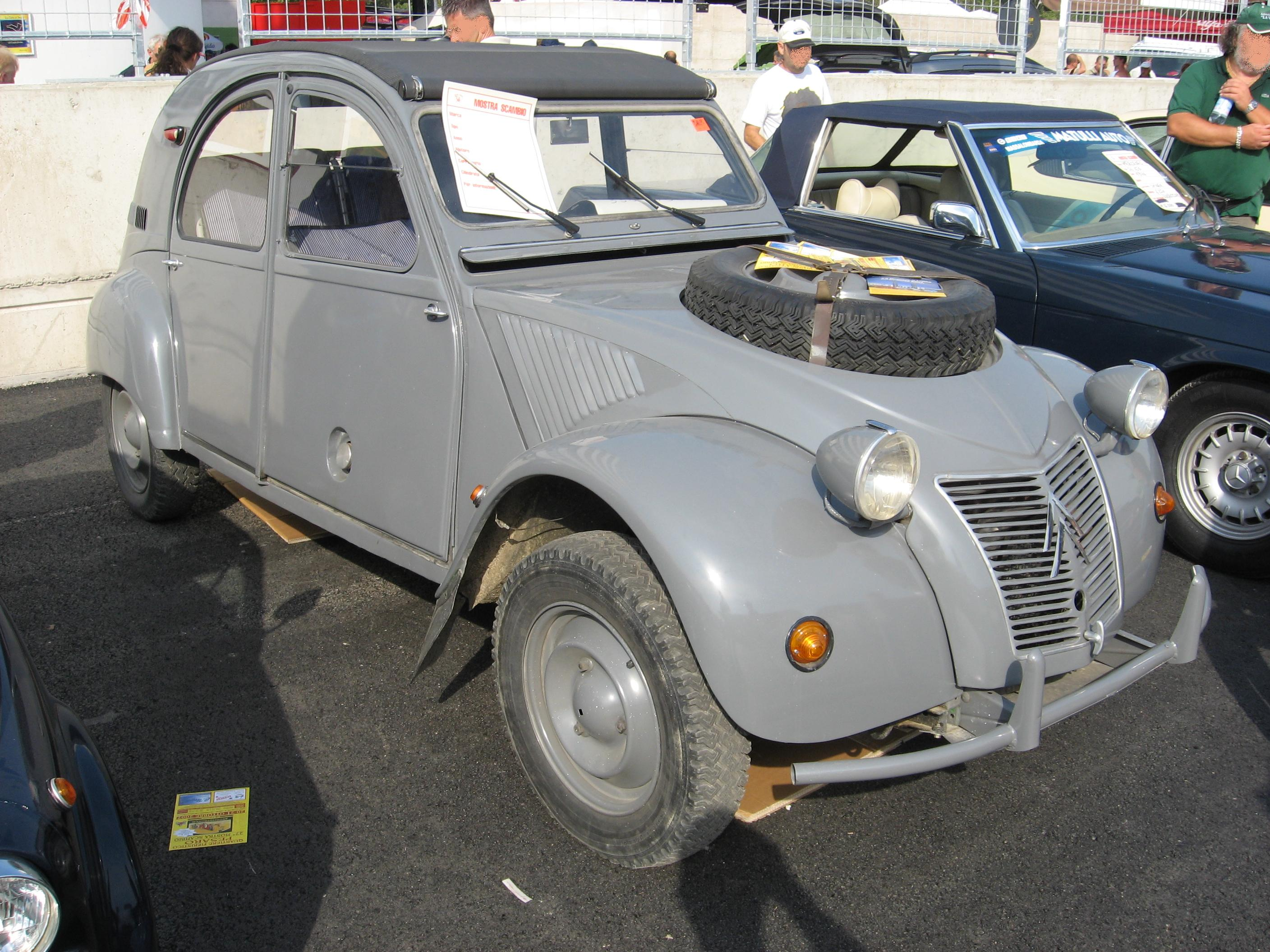
2CV Sahara - with two engines (spare wheel in bonnet recess)
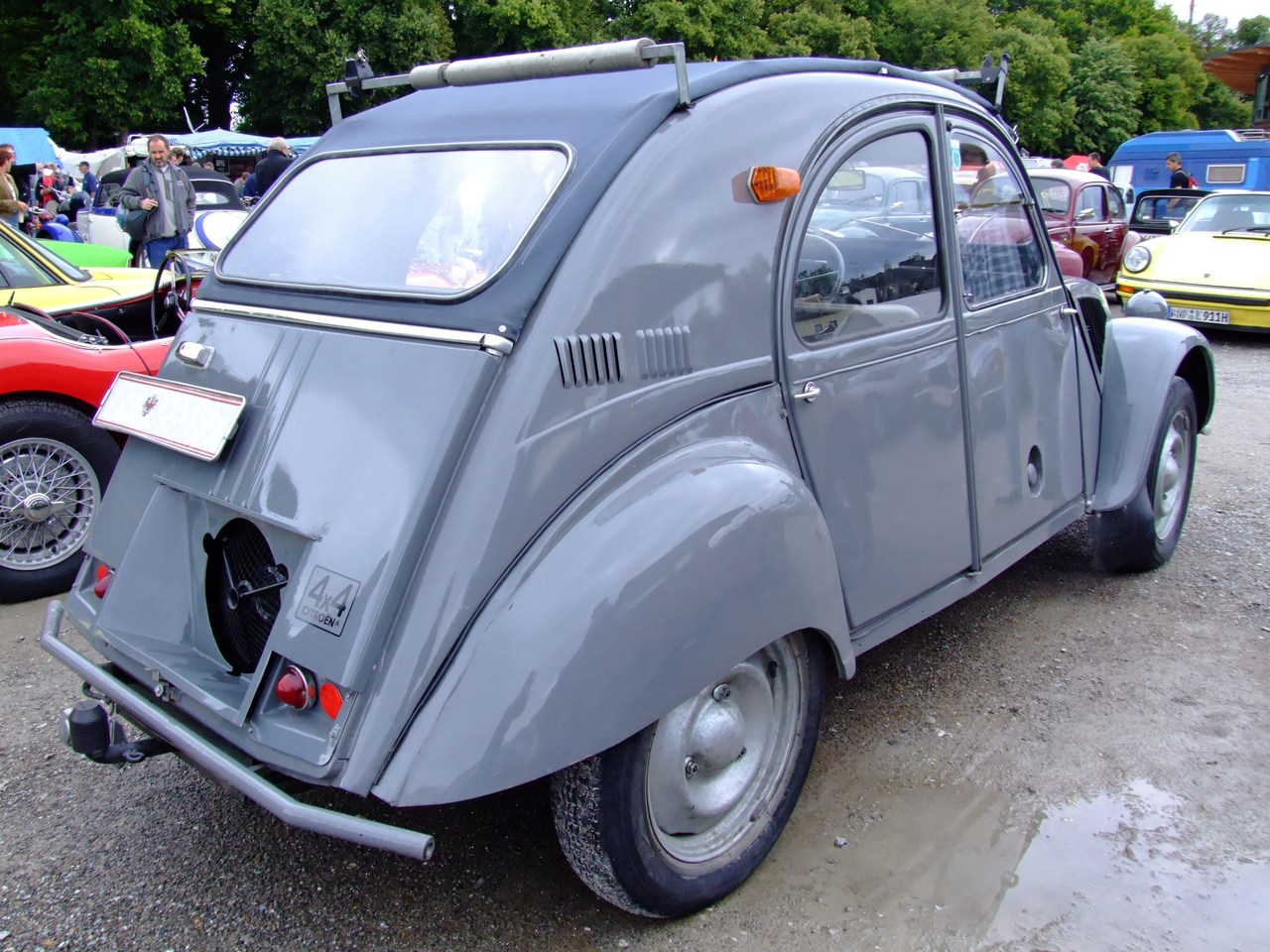
2CV Sahara rear
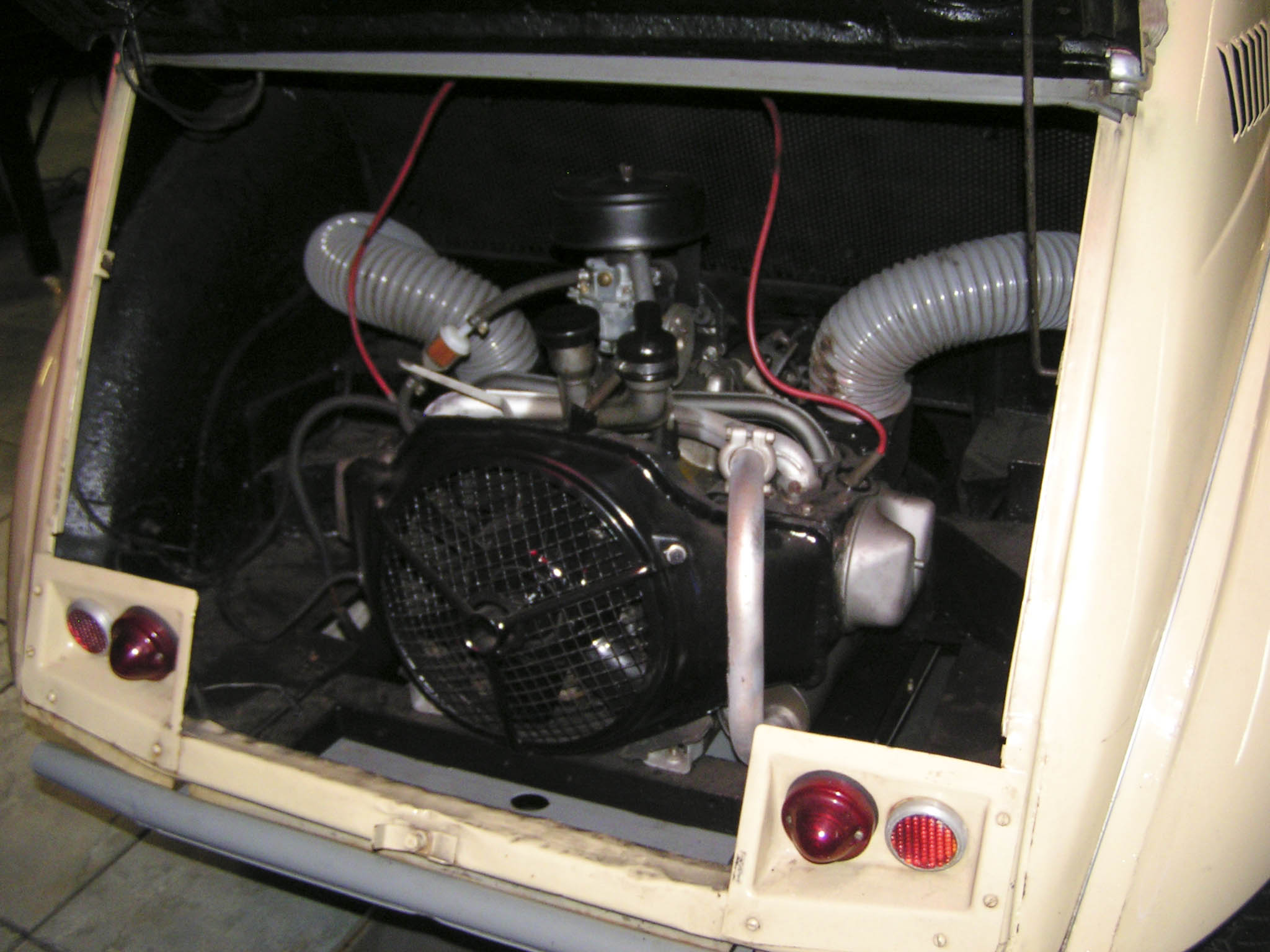
Sahara rear engine
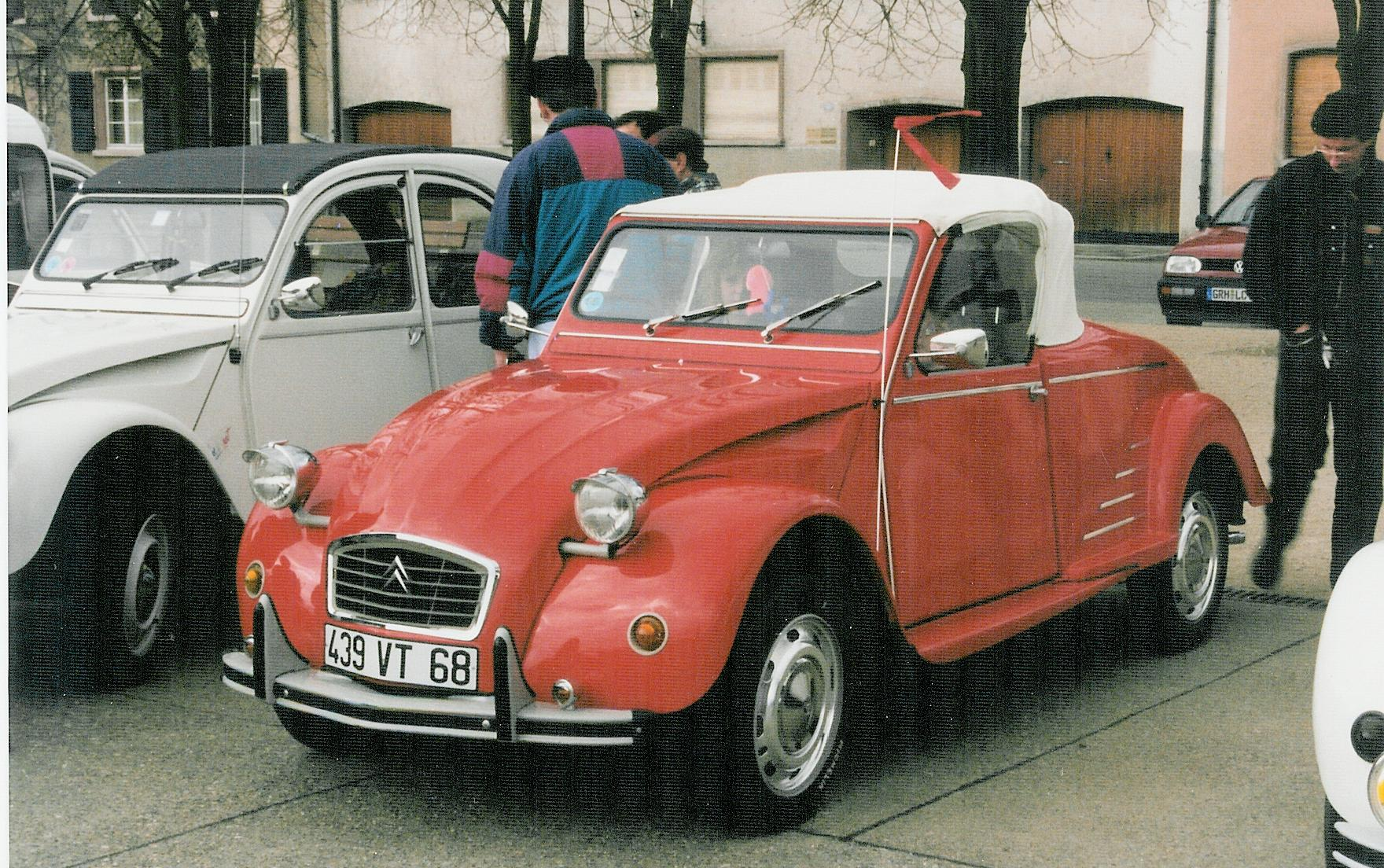
Hoffman Cabriolet
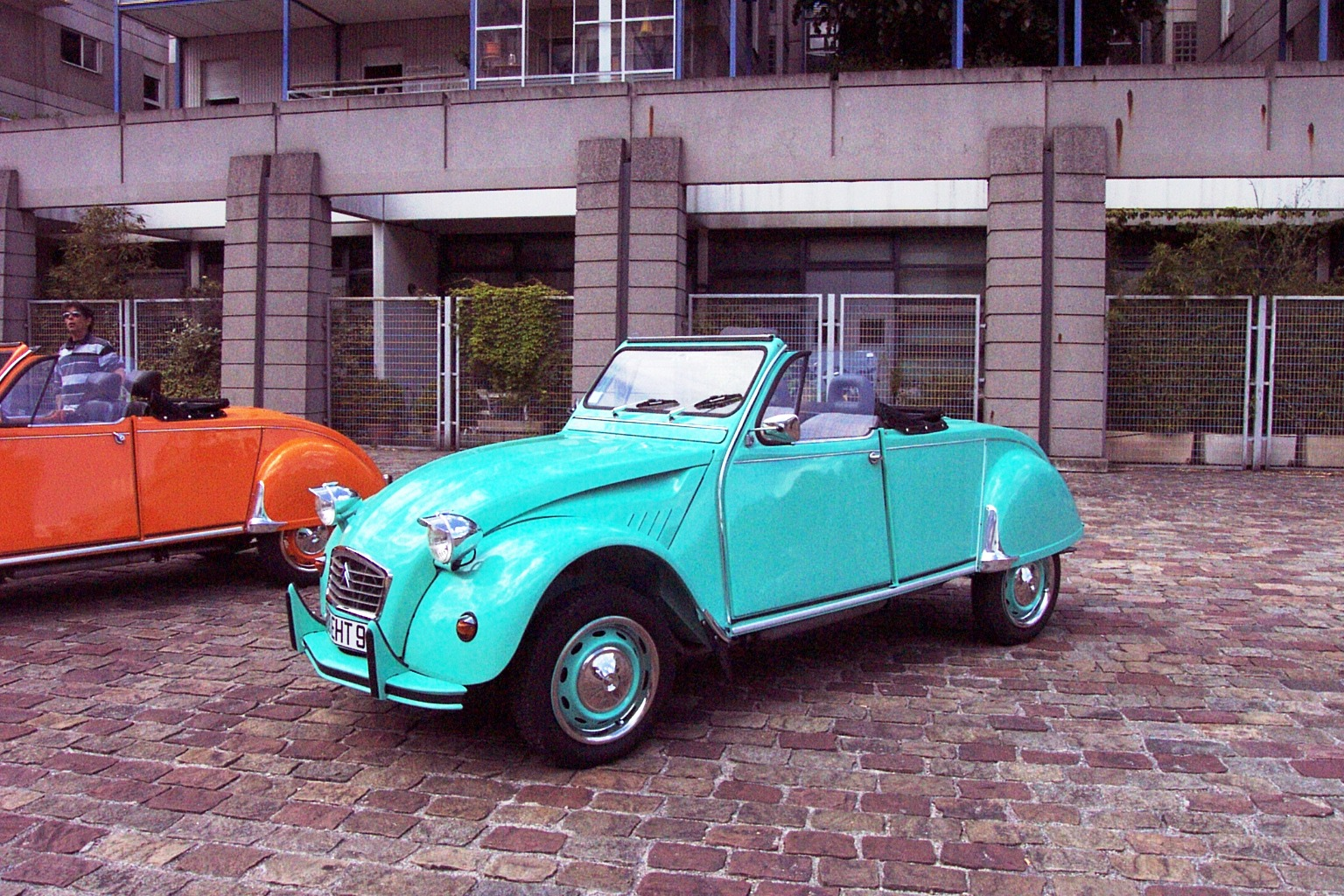
Azelle Cabriolet
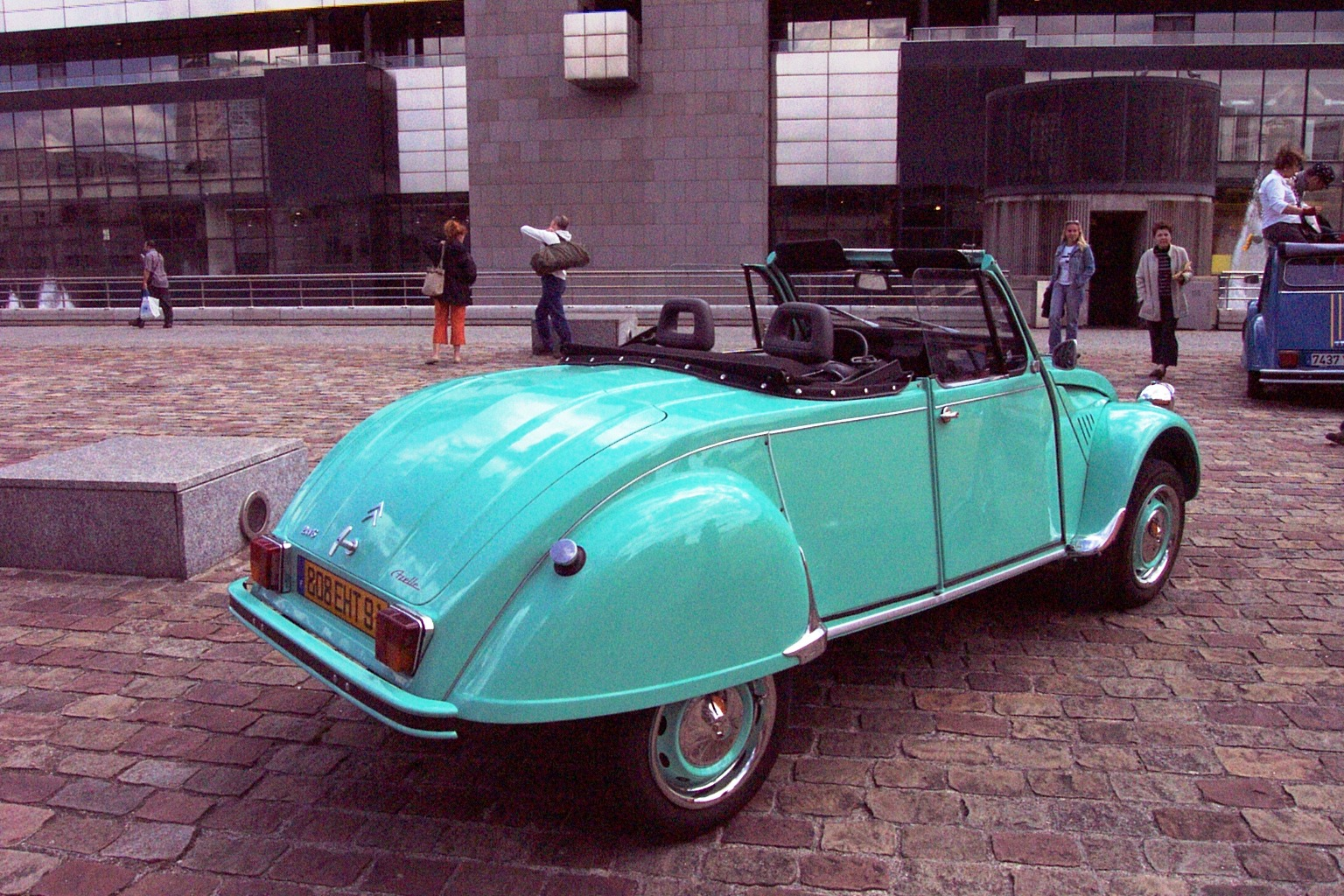
Azelle Cabriolet Rear
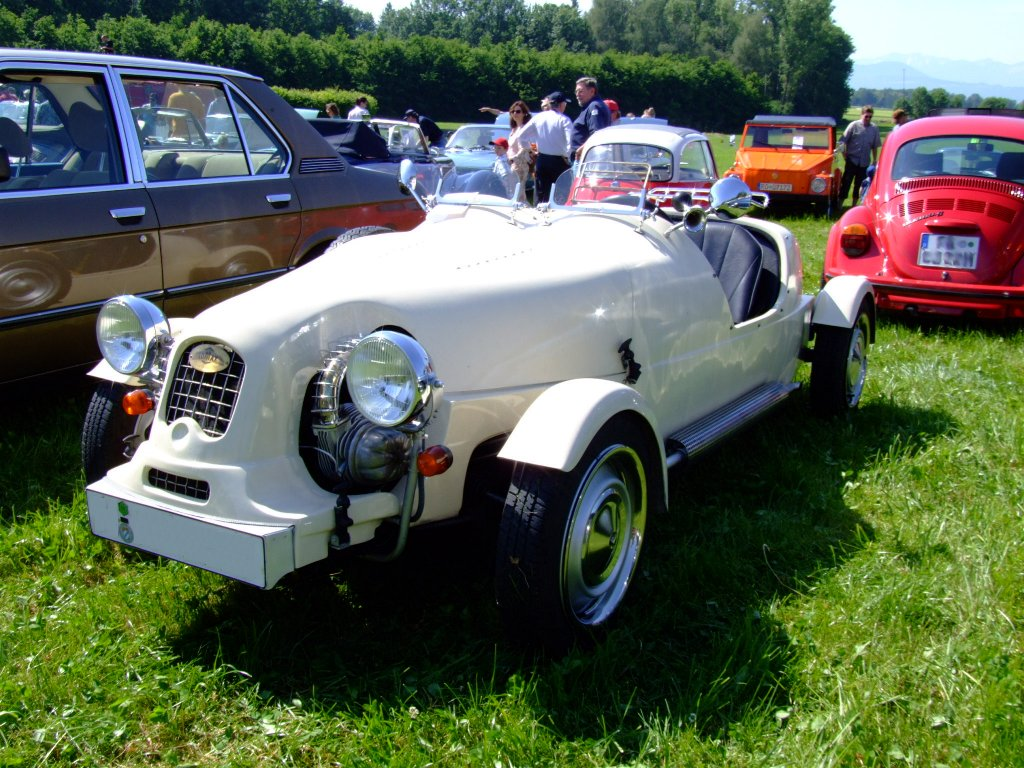
Lomax
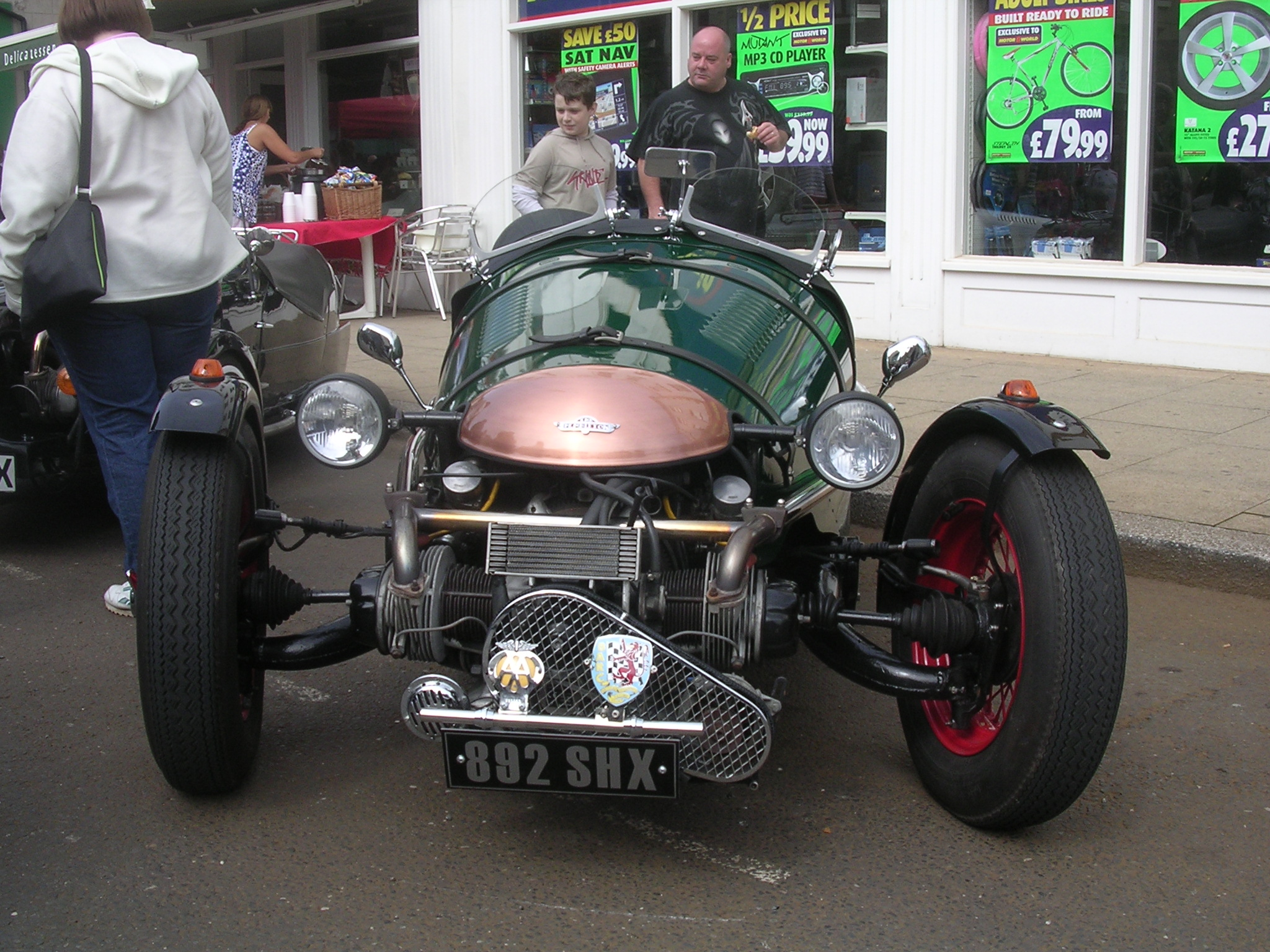
Pembleton
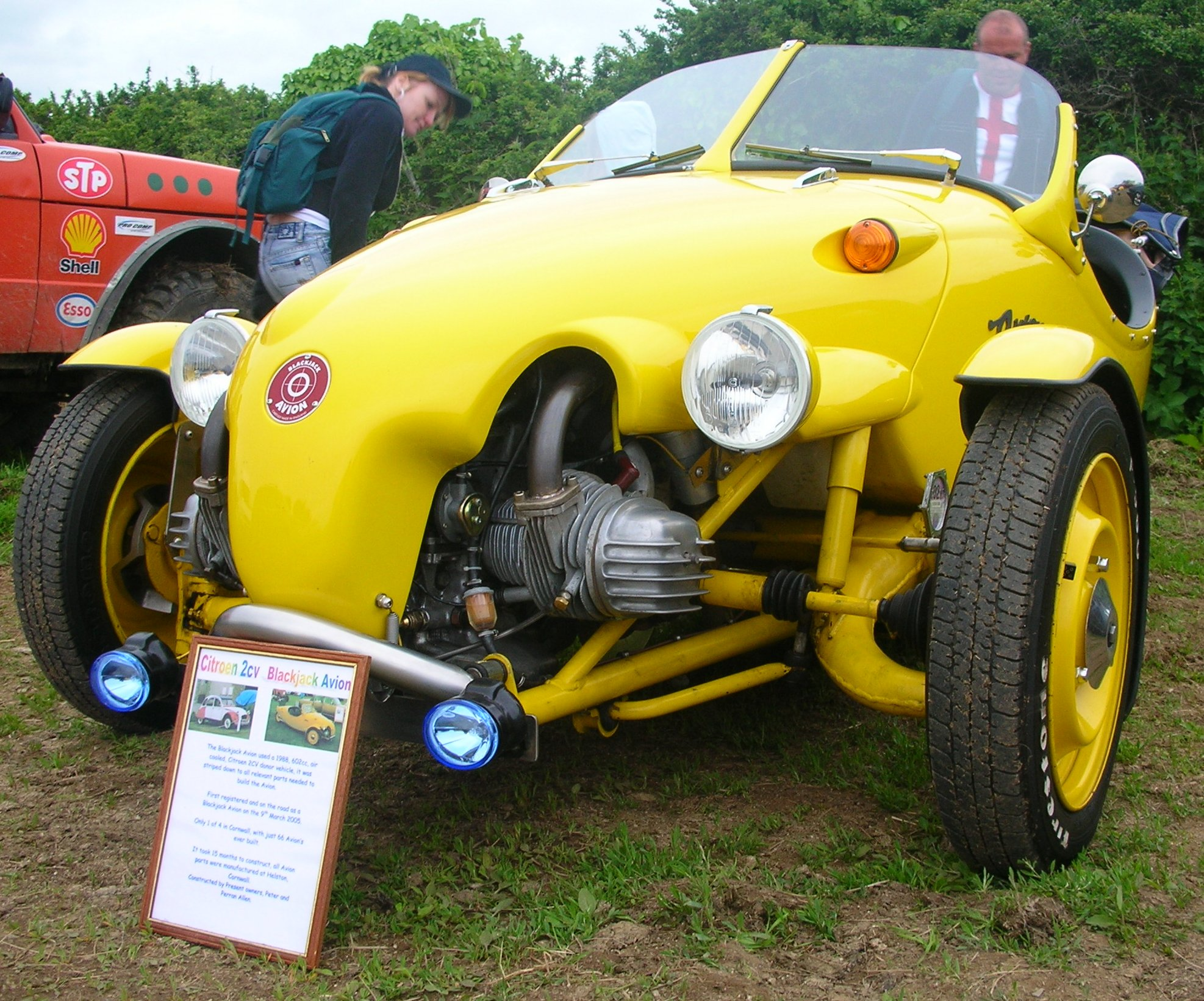
Blackjack Avion Front
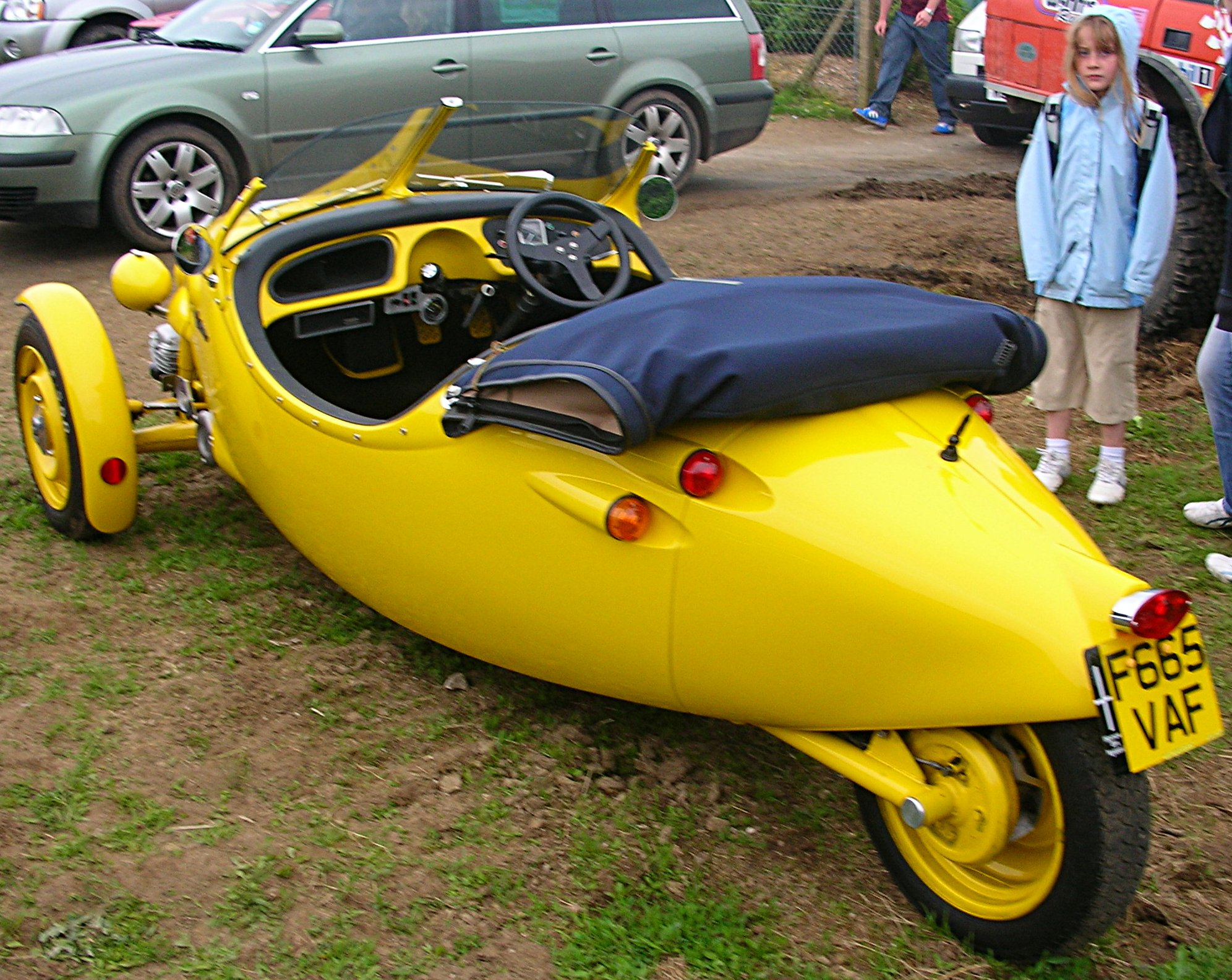
Blackjack Avion rear
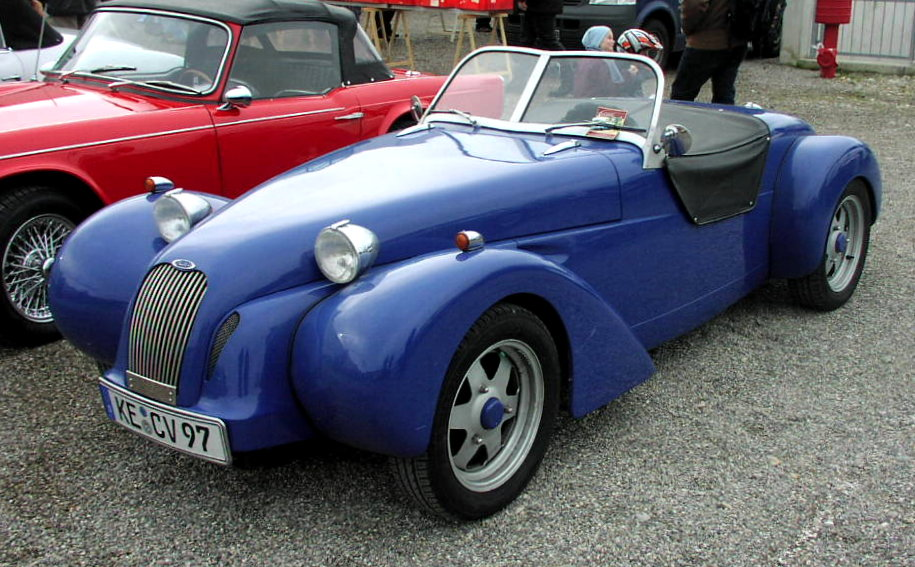
Burton
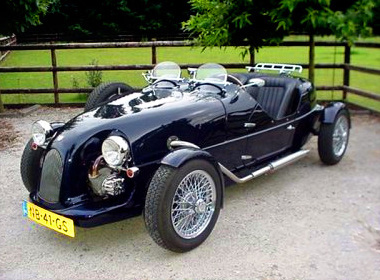
Le Patron
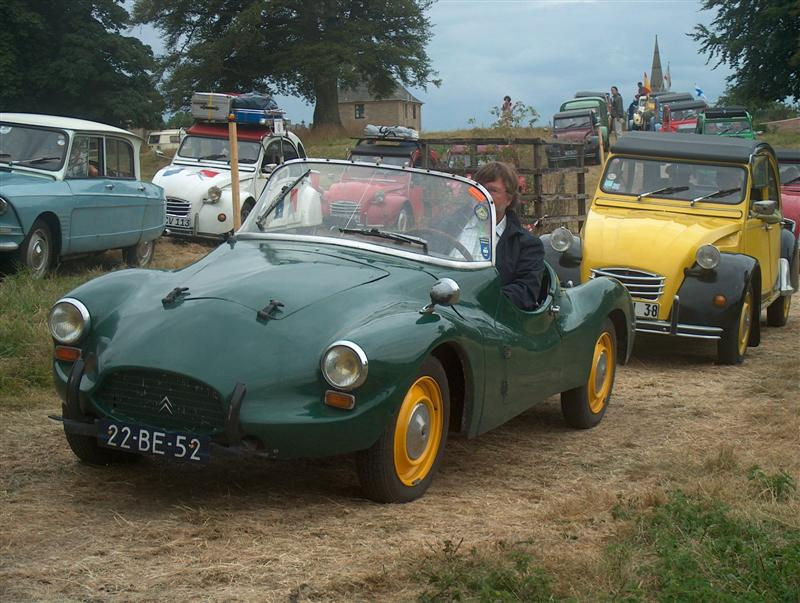
1958 Citroën Radar
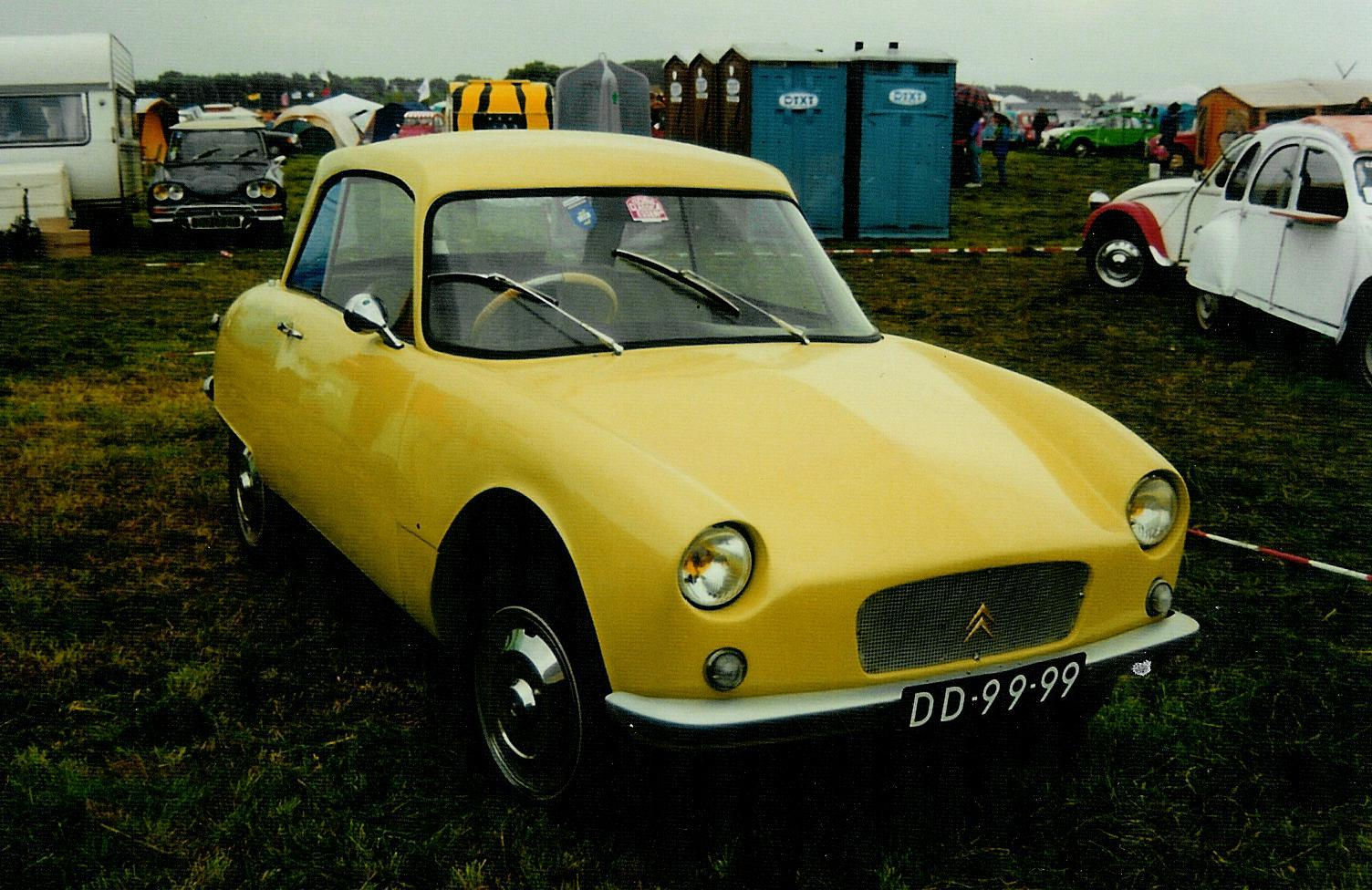
2CV Bijou
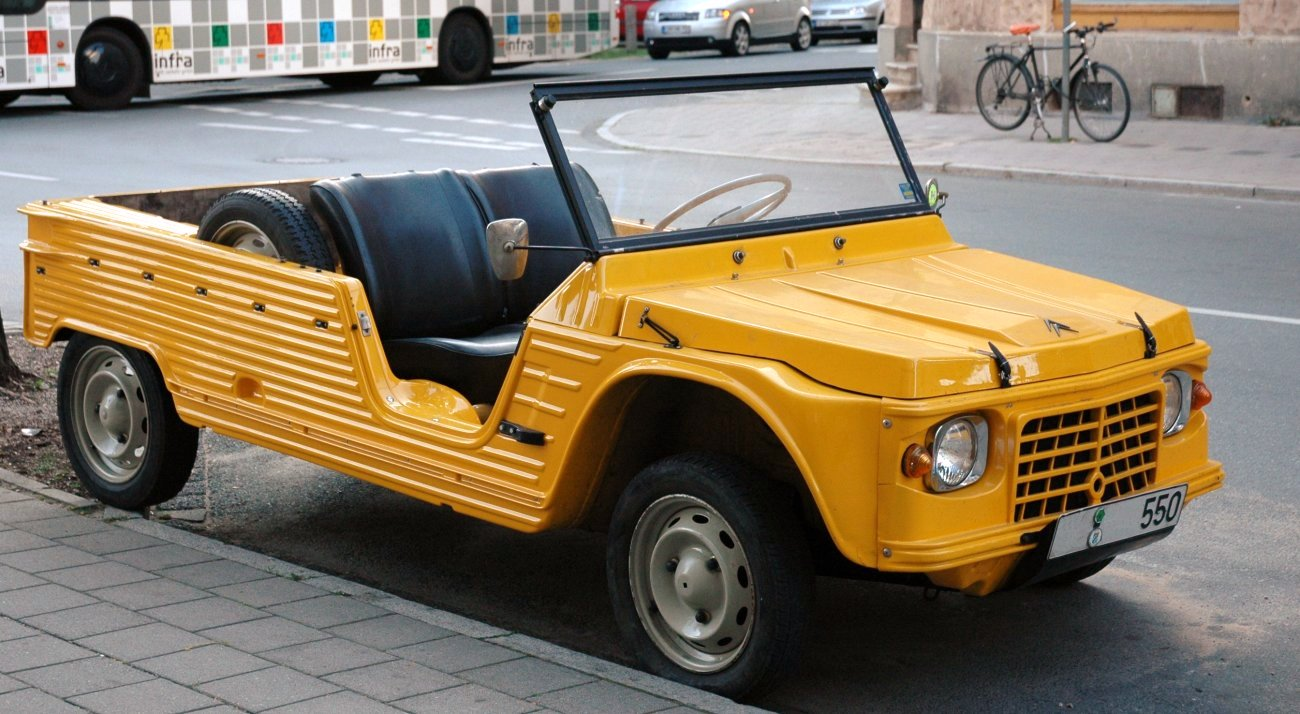
Citroën Méhari
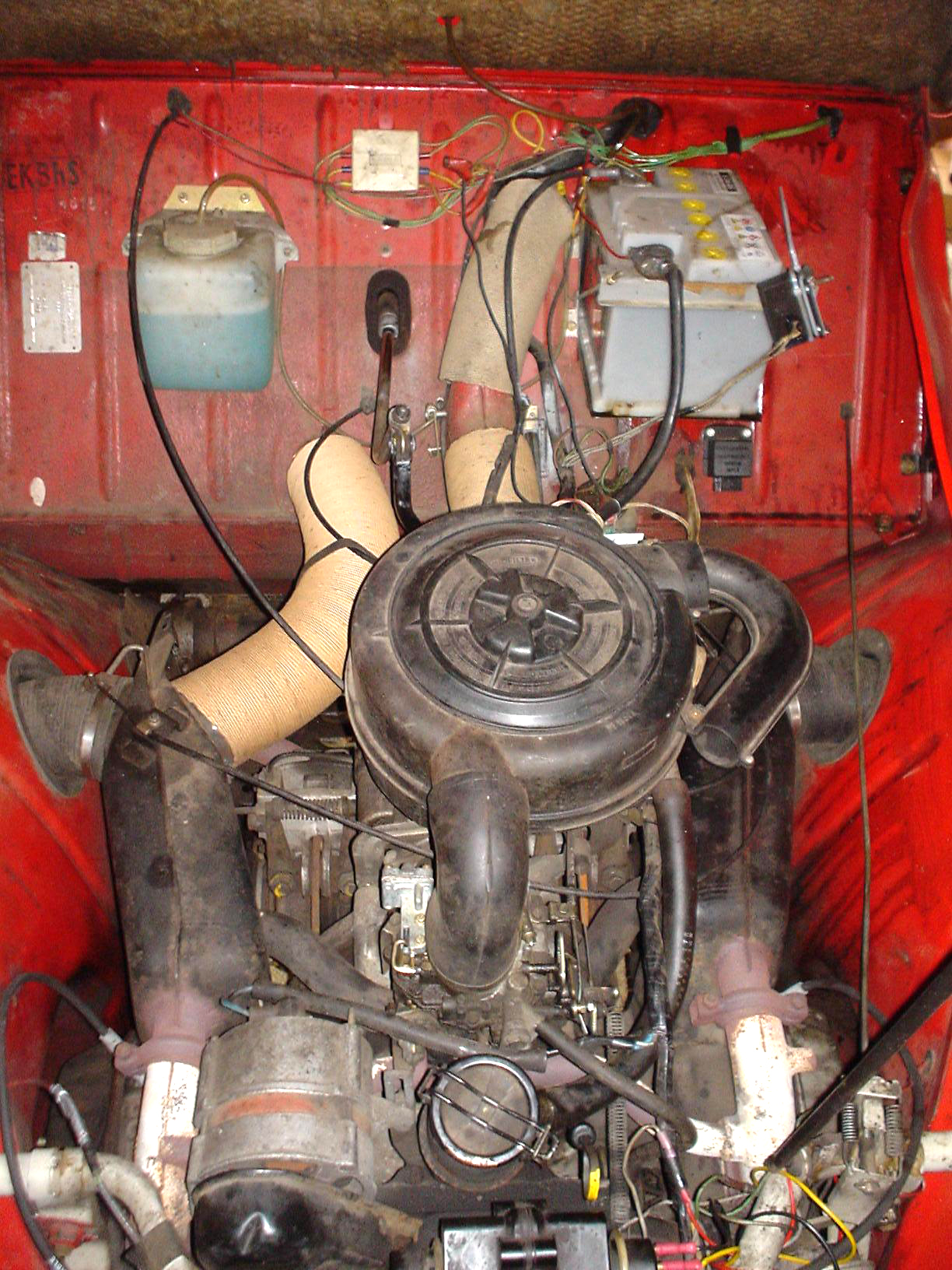
2CV6 engine
2CV ignition system